# Луцький замок
Замок Любарта, або Луцький Замок — верхній замок Луцька, пам'ятка архітектури та історії національного значення. Один з найбільших, найдавніших і найкраще збережених в Україні замків. Головний об'єкт історико-культурного заповідника «Старий Луцьк», культурний осередок та найстаріша споруда Луцька.
Луцький замок не з'явився на порожньому місці. Його передвісником заведено вважати невелике поселення, що виникло ще в далекому Х столітті на пагорбі, отороченому звивами річки Стир. Літописний Лучеськ з його фортецею вважають дітищем Володимира Великого. Він не був таким могутнім і обороноздатним, як у часи литовських князів, однак, попри це, 1069 року зумів витримати облогу польського війська під час походу на Київ короля Болеслава II Хороброго.
В Іпатіївському літописі згадки про Луцьку фортецю датовані 1085 роком, коли під час міжусобних воєн Володимир Мономах узяв y полон матір та дружину князя Ярополка, який в той момент вирушив по військову допомогу до Польщі.
Будівництво Верхнього замку розпочалося у 1350-ті роки й в основному, було завершено у 1430 р., хоча деякі елементи (наприклад, висота веж) ще змінювалися протягом наступних століть. Окольний замок почали реконструювати у цеглі з 1502 року. Від часу побудови замки були резиденцією Великого князя, а після Люблінської унії — резиденцією королівської влади, де були зосереджені політичні, адміністративні, судові, оборонні, релігійні функції центру Волинського воєводства.
У 1429 році у князівському палаці, що знаходився у Верхньому замку, проходив з'їзд європейських монархів, який мав на меті розв'язати політичні та економічні питання центрально-східної Європи та розв'язати питання про коронацію Вітовта. Замки неодноразово підлягали нападу. Так, у 1431 році під час «Луцької війни» замки витримали облогу військ політичних противників великого литовського князя Свидригайла. У 1595 році замок був узятий військовими загонами Северина Наливайка.
На території замків знаходилися обидві кафедри — латинська Святої Трійці та православна Івана Богослова. У них проходили, окрім того, зібрання та сеймики волинської шляхти обох віросповідань. У замку діяли різного роду суди, які займалися питаннями міського та воєводського масштабу. В окремий період в замку діяв особливий суд — Луцький Трибунал, якому підлягали кілька воєводств.
У XVIII столітті замок почав утрачати свої функції, що було пов'язано із трансформаціями суспільства Речі Посполитої. Окольний замок припинив своє існування, а в XIX столітті, коли Волинь була анексована Російською імперією, і Верхній замок перестав використовуватись за призначенням. Залишилися руїни, які тільки на зламі XIX—XX століть почали оберігати законом.
Упродовж XX століття Верхній замок і залишки Окольника були реставровані та на сьогодні відкриті для відвідування. А на початку XXI століття був відновлений і фрагмент Окольного замку.

## Історія
Будівництво луцьких замків велося у кілька будівельних періодів, які охоплюють цегляну історію будівництва, до якої на місці цих замків існував дерев'яний дитинець.

### Дерев'яний дитинець
Укріплене велике поселення на місці теперішнього замку розташовувалося на острові серед боліт з Х ст. Укріплення були дерев'яними й охоплювали майже весь острів. Наприкінці XI ст. починається спорудження глиняно-піщаного валу у кілька етапів. Спочатку висота валу сягала 1 м. А згодом доросла до 3 м. На цьому валу і по всій території острова з'явилися нові потужні дерев'яні укріплення, які мали вигляд складних рублених конструкцій на зразок городень із заборолами.
Дитинець витримував тривалі і важкі облоги. В 1073 р. він опинився в облозі Болеслава Сміливого. А в 1150 р. полки Юрія Довгорукого оточили Лучеськ (тодішня назва Луцька) на 6 тижнів, але так і не змогли його взяти. У 1175–1180 р. посеред дитинця будується мурована церква Івана Богослова. В цей час дитинець формувався як князівський двір — головна резиденція князя. Тут проживала князівська сім'я, різні урядовці. У 1259 р. місто не витримало облоги хана Куремси. І вже через два роки князь Василько Романович на вимогу ханського воєводи Бурундая розібрав укріплення Луцька. Отже, деякий час укріплень не було взагалі. Та з послабленням залежності Волині від Золотої Орди в першій чверті XIV ст. дерев'яні укріплення відновилися в повному обсязі.

### Любарт як перший будівничий мурованого замку

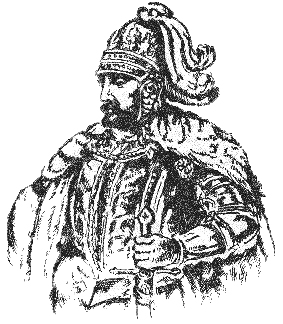
Любарт

Перший будівельний період

У 1331 році син Великого князя литовського Гедиміна Любарт одружився із дочкою Великого князя Галицько-Волинського князівства Андрія II Юрійовича Агрипіною. У 1340 році він став королем Русі (Великим князем Галицько-Волинського князівства). Десь у той час починаються масштабні роботи із реконструкції укріплень. Точної дати встановити неможливо, але є підстави вважати, що будівництво мурованого замку почалося не раніше середини століття. Проте будівництво не обмежувалося лише самим замком. Була споруджена дамба з метою підвищення рівня води навколо князівської резиденції, звідний міст над ровом перед вежею. Саме ж будівництво з цегли велося за межами тісного дитинця навколо однієї з його стін. Таким чином, площа дитинця могла бути розширеною. Цегла з розмірами 28—30 см х 12,5—15 см х 7,5—9 см викладена у техніці готичної кладки. Так було збудовано вежу, князівський палац і західну стіну (див. мал.). Це склало перший будівельний період. Хронологічні рамки цього періоду логічно вважати 1352—1366 р. — час від укладення перемир'я з Казимиром III до початку бойових дій (тут і далі хронологічні рамки будівельних періодів подаються за авторством Петра Троневича).

Другий будівельний період

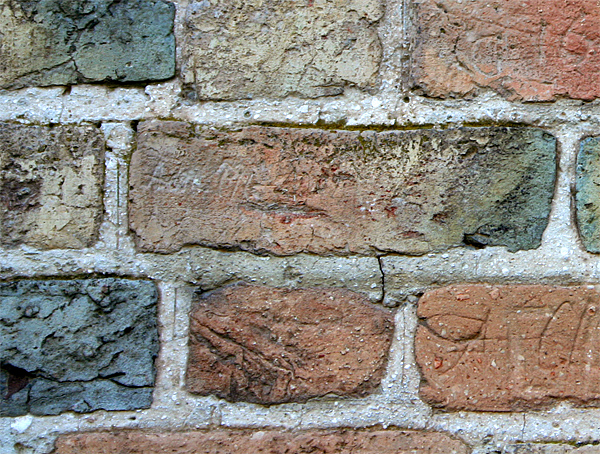
Знаки на швах

У 1366 р. внаслідок втрати столичного міста Володимира Любарт переносить столицю до Луцька і таким чином остаточно утверджується тут. Одразу ж починаються подальші масштабні роботи із реконструкції укріплень. У цей період околичне місто, яке за давньоруською традицією розташовувалося поряд (навколо) дитинця, розбудовується в поки що дерев'яний Окольний замок з городнями й оборонними вежами. Його територія забудовується дворами наближених до Любарта урядовців, єпископів та іншої знаті. А власне міське суспільство витісняється за межі Окольного замку. У 1370 році помер Казимир і війна припинилася. З цього часу фортифікаційні реконструкції в Луцьку продовжилися. В'їзна вежа підвищилася на один ярус, над нею влаштували шатровий дах. Більшу частину північної стіни замінили цегляними мурами. Те саме стосується східної стіни. Була закладена Стирова вежа з аналогічними В'їзній контрфорсами на зовнішніх кутах. Вежа була вимурувана тільки на рівень з оборонними мурами. Використовувана цегла була більш наближеною до єдиного стандарту, кращою на випал та з кращої сировини. Для того, щоб фундамент не зсовувався з валу, будівельники використовували вирівнювання у вигляді східчастих терас. Крім того, вони використовували фірмовий знак — тонкі прорізи на швах розчину між цеглинами. Таким чином, візуально легко визначити, яка саме частина мурів була зведена в цей час. Всі ці зміни становлять другий будівельний період. Закінчився він у 1385 р. зі смертю Любарта. Так, у двох замках — Верхньому та Окольному — зосередилися всі органи управління Волинським князівством: законодавчі, виконавчі, судові, церковні. Це також був престижний район проживання, де мали власність лише багаті міщани, представники влади та духовенство. Проте потужно розвинене в економічному і культурному плані міське суспільство не відчуло в цьому негативних наслідків. Будівництво за межами замків хоч і було дерев'яним, але набагато масштабнішим та монументальнішим.

### Замок за епохи Вітовта

Третій будівельний період

Печатка Вітовта

Після смерті Любарта Великим князем стає його син Федір Любартович. Але він не мав прав на луцьке князювання, позаяк був сином не першої дружини Любарта. У 1387 р. литовський князь Вітовт разом із сім'єю, князями, боярами осів у Луцьку. З 1392 р. Луцьке князівство переходить до нього навічно, в той самий час він став Великим князем литовським. Вітовт надавав великої уваги Луцьку. Він часто перебував у місті, включив його у сферу великокнязівської політики. За його правління Луцьк мав статус неофіційної південної столиці Литви. Звісно, це мало своє велике значення для замків, особливо Верхнього, резиденції Великого князя. На час князювання Вітовта припадає третій будівельний період, який реалізовувався у кілька етапів. Загалом наслідком його стало те, що уже весь Верхній замок постав у цеглі: північна стіна і східна домурувалися, а в місці їхнього стику звели Владичу вежу. Всі три вежі накрили ґонтом. Владича вежа на відміну від інших була зведена за один спосіб. Характер кладки, розміри цегли вказують на повну ідентичність з замком Вітовта у Гродно, що вказує на роботу однієї бригади майстрів у цих містах. Також на території замку знаходився князівський палац, який згодом, як замок, став королівською власністю. Як відомо з документів, у середині XVI ст. на місці старого почалося будівництво нового палацу з використанням італійських (слід думати — ренесансних) архітектурних елементів. Палац був прибудований до в'їзної вежі та мав довжину 28, ширину 6, а висоту 10 сажнів. У 1427 році Вітовт отримав буллу від Папи Римського Мартіна V про перенесення кафедри із Володимира до Луцька. Тому ще у 1425 році в Окольному замку почалося будівництво дерев'яного костелу Святої Трійці. Через два роки він був завершений.
У 1429 р. в мурах замку, а саме у князівському палаці, відбувся з'їзд європейських монархів, де серед інших питань розглядалася можливість коронування Вітовта на литовську корону. Це загострило відносини з Польським королівством. Але дуже скоро Вітовт помер, так і не ставши королем. А важкий спадок непростих відносин з Польщею перейшов до його наступника Свидригайла.

### Свидригайло, Сигізмунд Кейстутович

Четвертий будівельний період

Черський замок, малюнок поч. XX ст.

Через два роки після з'їзду почалася Луцька війна. Коронне військо оточило замок і кілька тижнів тримало його в облозі. Захист замків покладався на воєводу Юршу. Врешті, коронне військо було змушене відступити, зазнавши великих втрат. Замок витримав оборону. Складна політична ситуація призвела до того, що Литва розділилася на два князівства — власне Литовське на чолі зі Сигізмундом Кейстутович та Луцьке (Руське) — зі Свидригайлом.
В серпні 1434 року, досі прихильник Свидригайла, староста — князь Олександр Нос — віддав Луцький замок князю Сигізмунду Кейстутовичу. Старостою той призначив Івана Гаштольда. У 1436 р. замок витримав облогу військами Сигізмунда. Потім замок перейшов до Свидригайла, наприкінці 1438 чи на початку 1439 — знову до Сигізмунда Кейстутовича.
Замок потребував подальшої модернізації. Під кінець життя Свидригайла проводилися будівельні роботи у Верхньому замку, які склали четвертий будівельний період. У цей час стіни замку були нарощені, був закладений додатковий ряд аркоподібних бійниць для вогнепальної зброї. Також було встановлено додатковий ярус дерев'яних галерей для обслуговування нових бійниць. Стирову башту було домуровано до рівня двох інших. Деякий час цю вежу називали Свидригайловою. Таким чином, спорудження Верхнього замку в цеглі було завершено. Роботи наступних будівельних періодів не сильно змінили образ твердині. Зважаючи на велику архітектурну подібність із замком у Черську, існує думка про вплив прусської фортифікаційної думки на будівничих Верхнього замку.

### Реконструкція Окольного замку
У 1473 р. Окольний замок на відміну від Верхнього залишався дерев'яним. Венеціанський посол Амвросій Контріані відзначав його міцність. Проте в другій половині XV ст. загострилася небезпека від турецько-татарських набігів і його міцності виявилося недостатньо. У 1500 і 1502 р. Луцьк постраждав від нападу орди. Турки пробиралися і глибше на Полісся, у Литву і Польщу. Постала нагальна потреба для якнайміцнішого укріплення волинських замків. Вже з 1502 р. починаються масштабні роботи в Луцьку. Спочатку було виготовлено 240 000 штук цегли, згодом ще 70 000. На оплату найманим робітникам для мурування було витрачено 215 коп грошей, на різні матеріали для роботи та інші витрати — ще 384 кіп. У наступні роки було витрачено ще більше грошей. Дерев'яні городні Окольного замку почали замінювати на цегляні мури. Товщина стін становила 1,7—2 м. Система кладки — готична орнаментна. Проте виготовленої цегли було недостатньо для повної реконструкції Окольника. Незавершена частина замку зводилася у дереві. Роботи проводилися коштом митних надходжень. Реконструкція не була марною, в 1508 р. татари спробували захопити Луцьк, але зустріли ефективний опір і мусили тікати.

У наступні десятиліття відбувалося незначне завершення реконструкції Окольного замку. Так, муровані вежі отримали такі ж накриття, як вежі у Верхньому замку. Таким чином, із восьми веж Окольника 4 були мурованими: Чорторийських, Свинюська, Івана підскарбія, Четвертинських та інших князів, Архімандрича, — а 4 (зі сторони заселених пагорбів міських околиць) дерев'яними: Воротня, Перемильська, Пінська, Владик волинських.

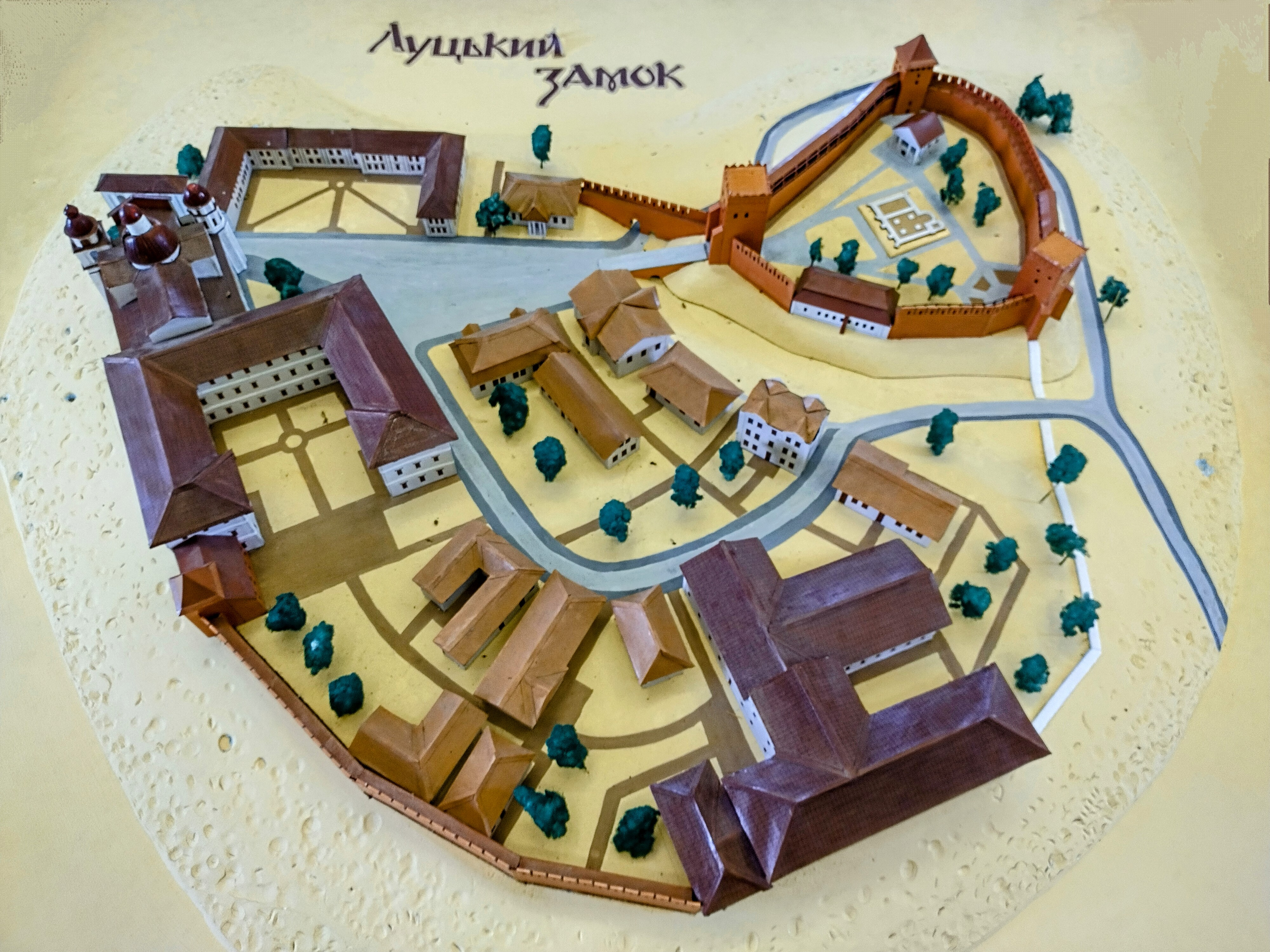
Макет Луцького замку
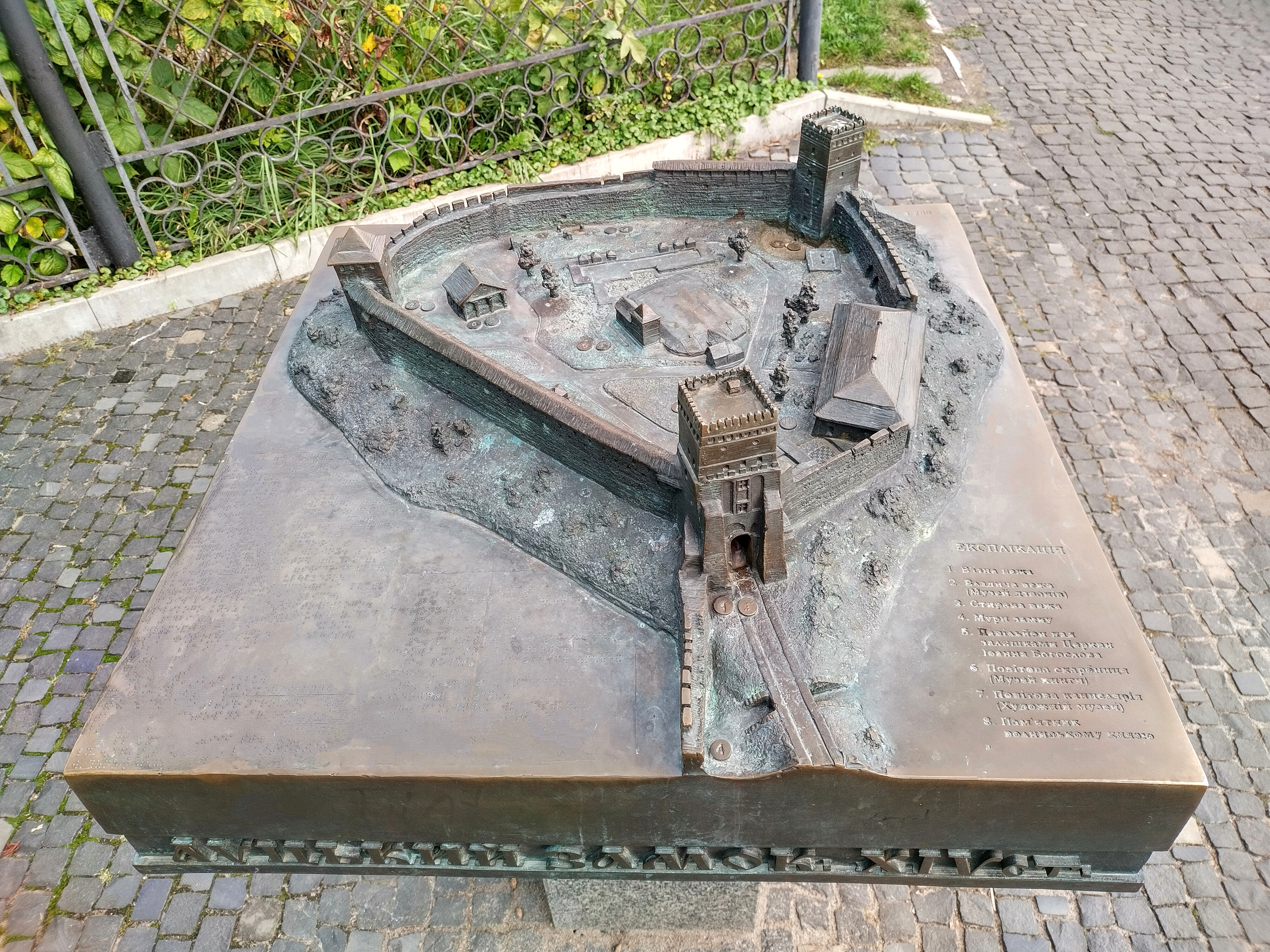
Луцький замок в мініатюрі

### Замок у XVI—XVIIст.

Забудова Верхнього замку в XVI ст.:
1. Князівський палац, 2,3. Королівські будинки, 4. Сходи на В'їзну вежу, 5. Світлиця, 6,7. Кухні, 8. Повітка (пушкарня), 9. Тарас (в'язниця), 10. Будинок з сіньми, 11. Льох, 12. Кафедральний собор Івана богослова, 13. Паркан владичого двору, 14. Будинок з келією, 15. Велика дерев'яна дзвіниця, 16. Будинок, 17. Сходи до вежі Владичої, 18. Лазня, 19. Дім владичий з мансардою, 20. Мала дзвіниця, 21. Підвал, 22. Цвинтар.

Забудова Окольного замку в XVI ст.

П'ятий будівельний період

Повторне надання Луцьку магдебурзького права у 1497 р. створило нову правову атмосферу. Місто вже не належало замку, воно отримало свої суд і керівництво у вигляді двох колегій: Лави на чолі з війтом та Ради на чолі з бурмистром. Колегії засідали у міській ратуші. Це негативно вплинуло на економічне становище Замку, оскільки таким шляхом він зменшив свої феодальні володіння і права. На чолі Замку продовжував залишатися староста. Його влада на міщан поширювалася в основному тією мірою, що він був військовим начальником всієї фортифікаційної системи міста, яка включала як замки, так і численні паркани, оборонні кільця міста. Проте це давало можливість і в економічному плані утискати міщан. Замок же функціонував за рахунок сіл, які йому належали. У 1552 р. після практики роздачі сіл шляхті за якісь заслуги їх було всього 8. Так, у цих селах були заготовлені окремі двори на випадок приїзду великого князя, іноземних послів та інших гостей. Поруч з такими дворами жили люди, які те все обслуговували. Двори утримувалися на повинностях селян замкової волості. Гончарі задовольняли потребу в посуді, теслі виконували ремонтні роботи в замку. Кожен вид діяльності, фахова справа у залежних від Замку селян обкладався відробітковою, натуральною і грошовою формою податку. Таким чином, доходи від цих сіл ішли на утримання адміністративного апарату і ведення замкового господарства.

Земський суд, 1594 р.

Після земських реформ у 60-і роки XVI ст. замок отримав майже виключно судово-адміністративну функцію, що призвело до занепаду його господарств. Судочинство належало до компетенції луцького замкового уряду. Юрисдикція суду поширювалася на повіт, на волинську шляхту, іноді на все воєводство, а в окремих випадках на кілька воєводств. До реформ Литовських статутів діяло два замкові суди: очолюваний старостою гродський, який займався усіма справами, та апеляційний суд маршалка Волинської землі. Після Литовського статуту 1566 р. структура суду стала більш розгалуженою та профільованою. Засідання усіх судів відбувалися у кімнатах Верхнього замку, або в кафедральному соборі Івана Богослова. Суд ділився на гродський, земський, підкоморський, каптуровий та трибунал.
- Гродський суд розглядав кримінальні справи та підлягав повітовому старості. Посада судді була виборною, він обирався з місцевої шляхти[31]. Судовим виконавцем була посада возного. Возний обирався на луцьких сеймиках, як і інші судочинці. Записи про розглядувані справи занотовувалися писарями у луцькі гродські книги, які зберігалися у притворі православної кафедри. Для розгляду справ гродський суд збирався щомісяця на «роки» протягом усього року. У веденні суду перебувала в'язниця, яка розташовувалася у вежах Верхнього замку, і кат. Іноді для допитів застосовували катування. Для цього була відведена окрема невеличка башта, яка розташовувалася біля входу в замок. Страти відбувалися на майдані перед замком і на Ринковому майдані перед ратушею[30].
- Земський суд. Земські суди були незалежними від замкової адміністрації, обиралися на сеймиках та затверджувалися королем[32]. До складу входили суддя, підсудок та писар. Цей суд розглядав цивільні справи Луцького повіту. Замковий уряд виділяв приміщення для засідань цього суду та зобов'язувався зберігати актові книги. Сесії земського суду відбувалися тричі на рік протягом кількох тижнів кожен[30].
- Підкоморський суд вирішував земельні справи. Засідання проходили безпосередньо на земельних ділянках, де були суперечки. Підкоморії слухали сторони конфлікту, мірники й копачі робили свої роботи і тоді виносилися вироки. Підкоморські книги зберігалися у Верхньому замку[33].
- Каптуровий суд — єдиний для всіх повітів суд у час міжкоролів'я. Сесії збиралися наприкінці кожного місяця. Основна діяльність полягала у стеженні за суворим дотриманням будь-яких законів населенням воєводства Волинського[30].
- Луцький трибунал — вищий апеляційний суд Волинського, Брацлавського і Київського воєводств. До складу входили шість депутатів та місцевий земський суд у повному складі. Існував до 1589 р[30].

| Документ          | Гармати | Ядра | Гаківниці | Кулі          | Наявність пороху |
| ----------------- | ------- | ---- | --------- | ------------- | ---------------- |
| Люстрація 1545    | 10      | 68   | 31        | 250           | +                |
| Люстрація 1552 р. | 10      | 120  | 65        | 205           | +                |
|                   |         |      | 5 київ    | 192 рушничних |                  |
| Інвентар 1598 р.  | 3       | -    | 41        | 90            | -                |
| Інвентар 1600 р.  | 3       | -    | 39        | 60            | -                |

Упродовж XVI ст. замкова територія була досить забудованою і містила зовсім мало вільного місця. Головними частинами Верхнього замку були владичий двір, собор з цвинтарем та князівська територія, на якій стояв палац. Проте з середини XVI ст. ні міський староста, ні городничий, ні інші урядники вже не проживали в замку.
У середині XVII ст. роль замків ще більше зменшилася і у 1652 р. волинські посли на варшавському сеймі отримали інструкції щодо зміцнення обори міст узагалі, а не тільки замків. Люстрація 1658 р. фіксує Луцькі замки такими, що вимагають реконструкції: башти стояли непокриті, зброї не було ніякої, окрім двох гармат. Натомість економічне становище поліпшилося — відбулося повернення села Голишів, отримання податків з перевозів на річці Стир, міська капщизна, торговий податок та інше. Загалом сума доходу становила 995 флоринів на рік, із яких після видатків на утримання замку залишалося 750 флоринів на рік. Ці гроші і пішли на реставраційні роботи 1667 р. Стирова та В'їзна вежі були добудовані ще одним ярусом, реставровано мури між В'їзною та Владичою, в західній половині північного муру над нижнім рядом аркових далекобійних бійниць було влаштовано ряд з чергуванням щілиноподібних та аркових бійниць ближнього бою. Ці зміни склали п'ятий будівельний період.
Окольний замок також не стояв у запустінні. Ще на початку XVII ст. відбулися великі зміни. Староста луцький Радзивілл Альбрехт Станіслав подарував ордену св. Бригіти свій палац, який розташовувався у південній частині Окольного замку. Після цього орден почав активну перебудову палацу і доповнення його келіями з костелом. Новий корпус замінив собою частину мурів замку (див. ілюстрацію). Те саме відбулося і зі шматком стіни, який із півдня примикав до В'їзної вежі Окольного замку. Орден єзуїтів, що прибув до Луцька у той час, почав зводити ренесансний костел. Трохи пізніше за ним був збудований колегіум, західна стіна якого замінила частину мурів Окольного замку. Південна стіна костелу і колегіуму мають бійниці — таким чином оборонна функція замку не була порушена.

### У XVIIIст.

Шостий будівельний період

Юзеф Чорторийський, останній староста луцький

У XVIII ст. замок застали певні трансформації. По-перше, замок остаточно втратив оборонну функцію. По-друге, внаслідок жорсткої релігійної боротьби замок уже не міг бути стабільною духовною столицею Волині, оскільки православна кафедра Івана Богослова переходила то греко-католикам то православним. В 1770-і за єпископа Сильвестра Рудницького фундамент кафедри Івана Богослова розібрано, почалося мурування фундаменту нового храму, але смерть єпископа завадила завершенню храму. В 1781 велика пожежа знищила недобудовану кафедру, а також католицьку кафедру Святої Трійці, ще кілька храмів і багато будинків Луцька.
Хоча кафедру перенесли до сусіднього костелу Петра і Павла, та наближення поділів Польщі, а особливо третього, уже похитнуло міць католицизму на Волині. І якщо на початку і в середині століття замок ще відігравав значення адміністративного, судового і духовного центру, то на кінець століття занепадницькі тенденції посилилися, похитнувши становище. Це саме стосується і фізичного стану обох замків. Так, люстратори 1765 р. вже не відмітили князівського палацу, на законсервовані гродські книги у Стировій вежі протікала дощова вода, зброї не було ніякої. Окольний же замок мав ще досить добрі мури. Він на цей час вже іменується пригородком, а його територія прирівнюється до звичайної міської. Причиною такого є те, що, по-перше, весь Луцьк на той час був укріпленою фортецею, що деякою мірою зрівнювало привілейовану замкову територію з власне міською, по-друге, цьому сприяв ріст значущості міського населення, яке наближалося до шляхетського стану.
Після пожежі 1781 р. місто занепало, а замки вимагали реконструкції, тож староста Юзеф Клеменс Чорторийський почав перебудови. В'їзна вежа Верхнього замку дещо змінила обличчя. Входи, які розташовувалися високо над майданом, було замуровано. Натомість частину валу забрали і зробили один великий вхід до замку у цоколі вежі. Тобто вхід суттєво понизили. Збудували новий мурований міст зі склепінчастою аркадою. Саму вежу підсилили потужними контрфорсами так, що старі контрфорси частково увійшли до нових. Частково на місці князівського палацу збудували приміщення канцелярії, куди перенесли архівні судові книги із кафедри Івана Богослова, оскільки та згоріла. Мури Окольника постраждали від вогню дуже сильно. Після цього три з чотирьох веж почали розбирати. Фактично, Окольний замок як цілісна споруда припинив своє існування. А поняття «Луцький замок» стало стосуватися лише щодо Верхнього. Ці події та роботи склали шостий будівельний період, який сформував вигляд Верхнього замку таким, який він дійшов до сьогодні.

### Замок за Російської імперії

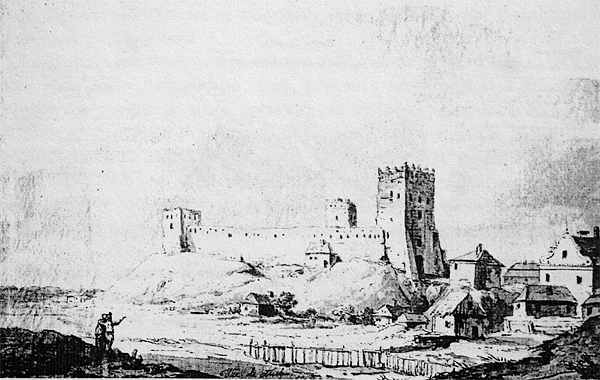
Акварель Казимира Войняковського, 1797

Після третього поділу Польщі Луцьк опинився у складі Російської імперії. Внаслідок лояльного ставлення царів до поляків та новоприєднаних територій тут певний час продовжували діяти Литовський статут, земський та підкоморський суди, збиралися сеймики. Крім того, відновилося луцьке греко-католицьке єпископство, кафедра якого розміщувалася у соборі св. Дмитрія на території колишнього Окольного замку. У замковій канцелярії продовжував працювати регент судових актів Яків Коженьовський. Він працював над складанням реєстру документів, зібраних упродовж останніх трьох століть у замкових архівах. У 1807 р. на терені Верхнього замку була збудована повітова скарбниця. Проте автономія Волині тривала недовго і вже у 1840 остаточно була скасована давня система судоустрою, а греко-католицьку церкву ліквідували, приєднавши її офіційно до православної. Діяльність замку як такого була припинена. Його територія та будівлі вважалися звичайною міською територією.

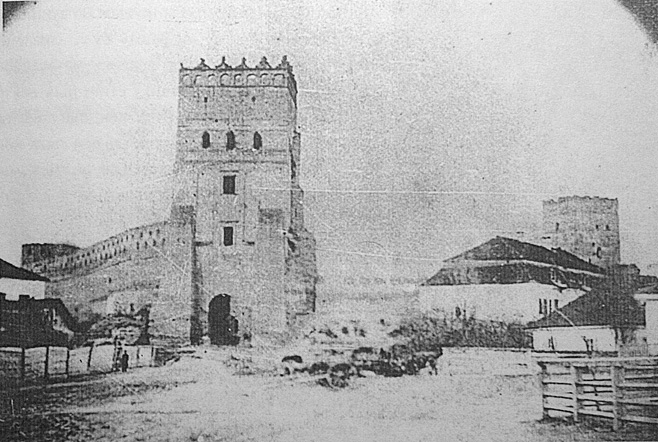
Перша фотографія замку, 1866, Автор Козловський

З цього часу замок використовується переважно як архів, житло та пожежна служба. Після пожежі 1845 р., під час якої згоріли більшість луцьких костелів та монастирів, обвуглені мури замку розтягалися на будівельний матеріал. Верхом негативних тенденцій було видання у 1863 р. «найвищого веління» про розібрання вежі та мурів замку на будівельний матеріал. За В'їзну башту на аукціонних торгах дали 373 крб. І колись величну твердиню Луцька почали розбирати на матеріал. Проте це виявилося не так легко. Адже навіть після стількох століть міцність споруди була досить високою. Замок розбирався дуже повільно. Знищити вдалося лише частинку муру біля В'їзної вежі, а саму вежу не змогли розібрати навіть частково. Міцність замку врятувала його і в цьому столітті. Наступного року київська технічна комісія прийшла до висновку, що мури не перебувають в аварійному стані, ба більше, їх варто зберегти як історичну пам'ятку. Замок став привертати до себе значну увагу художників, письменників, шанувальників старовини. У другій половині XIX ст. було зроблено чимало малюнків, гравюр, які зображали мальовничі руїни, написано багато статей та розвідок з історії замку і міста в цілому.

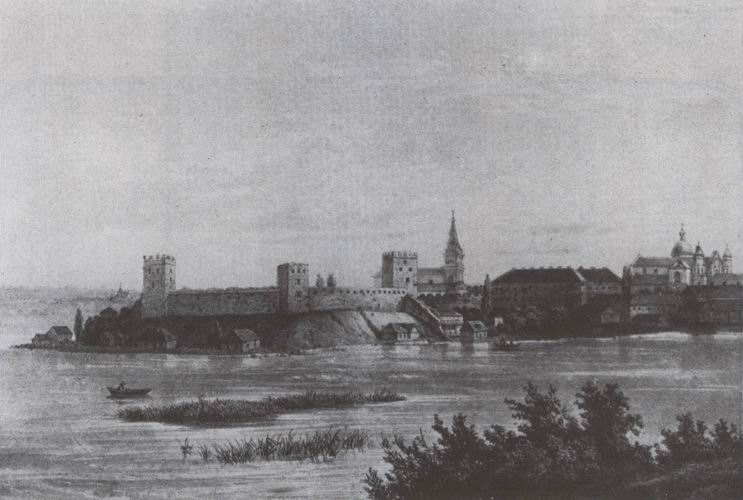
Микола Кулеша, 1852

Ось як писав про замок волинський польський письменник того часу Юзеф Крашевський:
| | \| Я бачив багато руїн замків, але жоден з них не здався мені таким величним, таким гарним, таким красномовним, як цей — а може то ім'я Вітольда додає йому чару? … Волинські замки збереглися найкраще, бо вони найдовше були потрібні. Острозький, Дубненський, Чорторийський, Луцький, Олицький, замок в Конюхах, і т.і. і своєю кількістю, і збереженням свідчать про те, як довго цей край опирався нападам і які перетерпів довгі війни. Луцький і Олицький замки можуть дати найкраще уявлення, що таке давній оборонний замок. \| |
| Я бачив багато руїн замків, але жоден з них не здався мені таким величним, таким гарним, таким красномовним, як цей — а може то ім'я Вітольда додає йому чару? … Волинські замки збереглися найкраще, бо вони найдовше були потрібні. Острозький, Дубненський, Чорторийський, Луцький, Олицький, замок в Конюхах, і т.і. і своєю кількістю, і збереженням свідчать про те, як довго цей край опирався нападам і які перетерпів довгі війни. Луцький і Олицький замки можуть дати найкраще уявлення, що таке давній оборонний замок. | |

Захоплювалася величними мурами й Леся Українка в поезії «Волинські спогади»:
| | \| Ти, Луцьк стародавній, що досі слід явний Ховаєш старої давнини, Й тебе я спізнала, й тебе шанувала — Були то хорошії днини. Старезний твій замок, дідизни останок, Навік в моїй думці зостався... \| |
| Ти, Луцьк стародавній, що досі слід явний Ховаєш старої давнини, Й тебе я спізнала, й тебе шанувала — Були то хорошії днини. Старезний твій замок, дідизни останок, Навік в моїй думці зостався... | |

У 1887–1890 р. було виділено 623 крб на відновлювальні роботи в замку. Проломи у стінах замурували, Воротню вежу стягнули металом. Однак аттик на цій вежі розібрали, бо він перебував в аварійному стані. У наступні десятиліття кілька комісій відмічали вкрай поганий стан мурів і башт, які загрожували падінням. Були розроблені проєкти К. Іваницького, а потім і К. Тележинського про рятівну реставрацію. Проте грошей не було виділено. Врешті-решт прилегла до В'їзної вежі частина стіни зі сходами завалилася. Але це вже не турбувало владу, бо вирувала Перша світова війна, а Російська імперія невдовзі припинила своє існування.

### XX століття

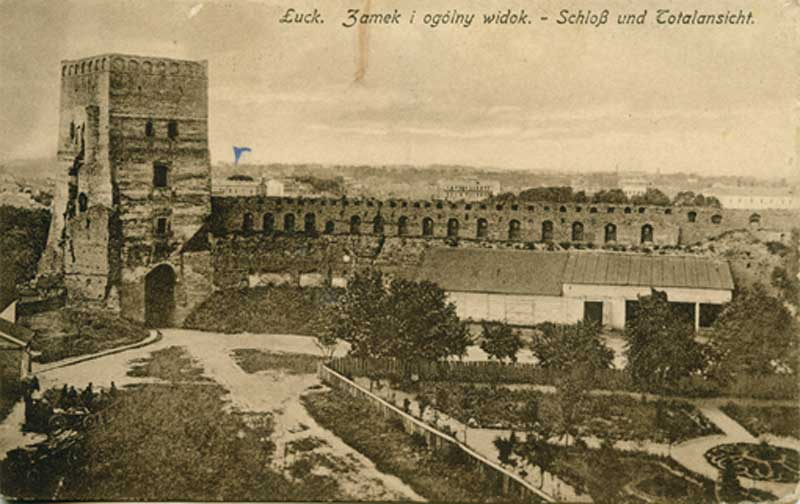
Поштова листівка, поч. XX ст.

За Ризьким мирним договором 1921 року Волинь повернулася у склад Польської Республіки. Одразу в 1921 р. почалися консерваційні роботи в замку. Був складений кошторис на майже 2,7 млн марок польських для робіт у замку. Зрештою, асигнування зросли до 9 млн марок. Роботи велися Люблінським консерваторським округом під керівництвом архітектора Ю. Сенницького. В'їзну вежу було зміцнено, виконано залізобетонні перекриття нижніх ярусів вежі, зміцнено Владичу, накрито Стирову вежі. У колишній канцелярії відкрито Волинський природничо-краєзнавчий музей. Замковий двір зайняла пожежна частина. У документах тих часів твердиня називається замком Любарта — саме від цього часу і до сьогодні луцький Верхній замок іменується саме так. Один із тогочасних дослідників Леонід Маслов писав:
| | \| Любартів замок — своїм планом, положенням мурів і веж дуже нагадує замки південної Німеччини, що пізніше були наслідувані на наших західних землях у Галицько-Володимирській державі. Одначе Луцький замок це не копія таких замків; під архітектурним і конструкційним оглядом у відношенні до згаданих він великим кроком поступив вперед. Не багато нам зосталось зі старокняжого оборонного будівництва пам'яток, щоби з певністю можна було з ними порівнювати луцький замок. \| |
| Любартів замок — своїм планом, положенням мурів і веж дуже нагадує замки південної Німеччини, що пізніше були наслідувані на наших західних землях у Галицько-Володимирській державі. Одначе Луцький замок це не копія таких замків; під архітектурним і конструкційним оглядом у відношенні до згаданих він великим кроком поступив вперед. Не багато нам зосталось зі старокняжого оборонного будівництва пам'яток, щоби з певністю можна було з ними порівнювати луцький замок. | |

Фотографія Замку 1978 року

Виконання ремонтних робіт у замку було перервано Другою світовою та входженням Волині до СРСР. Радянські дослідження замку розпочав у 1949 році архітектор Ю. В. Бородін. У 1952—1953 роках розроблявся проєкт реставрації, але не був реалізований. 1963 року, замок було затверджено як пам'ятку архітектури, яка перебуває під державною охороною. З цього часу почалися роботи із реставрації та консервації замку.
Протягом 1960—70-х років велися масштабні роботи за проєктами М. Говденка у виконанні О. М. Годованюк. Вежі були укріплені, стіна між В'їзною вежею та канцелярією відновлена, реконструйовано інтер'єри, відновлено між'ярусні перекриття, аттики на вежах, на стінах відновили дерев'яні бойові галереї, всі втрачені елементи укріплень замінено новими так, щоб відтворити колишній вигляд. Подвір'я замку було засаджено деревами.
У 1985 р. був створений Історико-культурний заповідник «Старий Луцьк», який включав найстарішу територію міста з замком та іншими багатьма об'єктами. З того часу, твердиня постійно перебувала під наглядом спеціалістів. Були проведені ґрунтовні археологічні дослідження терену замку Любарта — князівського палацу, собору Івана Богослова, замкових фундаментів. Робилися геологічні дослідження культурних шарів, вивчалася історія замку в літературних джерелах. Водночас у 1980-і облаштування території замку призупинилося. Для зручності доступу туристів до Владичої вежі, де почалося облаштування музею дзвонів, наприкінці 1980-х встановили дерев'яні сходи, хоча історично їх там не існувало. Також надмурували фундамент князівського палацу, щоб позначити його розташування.
Реставрацію валів замку, що планувалася ще з початку XX ст., частково було здійснено в 1994 році, проте міській раді вистачило коштів тільки для надсипання основи валів.

### XXI століття
У 2006 році розроблено концепцію розвитку історико-культурного заповідника, що передбачала зокрема відновлення церкви Івана Богослова і княжого палацу, знесення забудови в межах Окольного замку та створення нової, відповіднішої архітектурі середньовічного Луцька. Проте концепція не була підкріплена достатнім фінансуванням у 2008—2009 роки. Натомість Луцький замок став місцем проведення масових заходів: «Берегиня» та «Поліське літо з фольклором», фестивалів дзвонарського мистецтва, ковальства, флористики, етнографічного «Любарт-фесту», лицарського турніру «Меч Луцького замку», фестивалю «Ніч у Луцькому замку». Крім того, в 2006 році було добудовано стіну до В'їзної вежі, що відтворює частину муру Окольного замку.
У 2011 році за підсумками акції «Сім чудес України» Верхній замок посів перше місце. В 2016 році на подвір'ї замку встановлено «Пам'ятник волинському князю». Скульптуру виготовив скульптор Сергій Зінець ще 2002 року під час скульптурного салону, який відбувався в Луцьку, а потім вона стояла на проспекті Волі. В 2018 перед В'їзною вежею розміщено бронзовий макет Верхнього замку з підписами звичайними літерами та шрифтом Брайля.
Відновлення стін вежі Чорторийських Окольного замку та її підземель відбувалося у 2019—2021 роках. Навколишню територію облаштували для туристів, розчистили від чагарників, облаштували оглядовий майданчик. У липні 2023 року для широкого загалу була відкрита туристична локація «Окольний замок» включно з підземеллям.
У 2023 році музейний простір «Окольний замок» став найбільш відвідуваним туристичним об'єктом у Луцьку – з моменту відкриття у липні його відвідали майже 13 тисяч туристів. 

## Архітектура

### Верхній замок

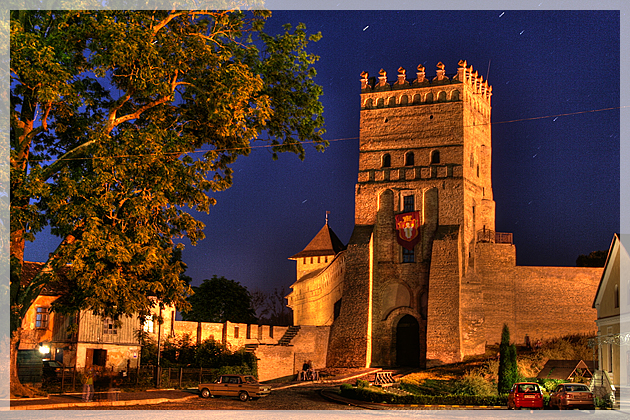
Замок вночі

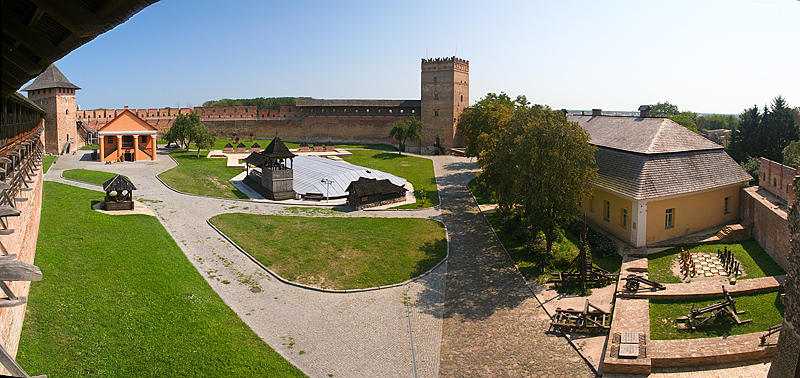
Панорама замку

Замок Любарта в цілому являє собою у плані рівносторонній трикутник із випнутими сторонами, у вершинах розташовані вежі, віддалені одна від одної на близько 100 м. Висота стін близько 12 м над валом. Товщина сягає до 3 м, верхня частина має товщину 0,8 м. Загалом на замок використано до 5 млн цеглин. Протягом шести століть існування рівень підлоги замкового двору піднявся приблизно на 3,8 м. Стіни і вежі вимурувані у готичній системі кладки. Розміри цеглин коливаються у залежності від будівельного періоду, в якому вони використовувалися. Загалом це (28-30)х(12.5-15)х(7.5-9.5) см. На стінах містяться бойові галереї з бійницями. Стіни подекуди покриті ґонтовим дахом. Біля В'їзної та Владичої башт на консолях тримаються еркери з машикулями — отворами для обстрілу зони підошви стіни.
В'їзна вежа це п'ятиярусна паралелепіпедна споруда. Висота становить 28 м, розмір в плані 11,9×12,05 м. У південній частині розміщені гвинтові сходи, і сполучались з князівським палацом. Від рогу вежі починається стіна Окольного замку. Унизу вежа підпирається потужними контрфорсами, зведені на початку XIX ст, які дещо звужуються доверху. Між ними арковий вхід у замок. Над входом розташовані два портали із арковим завершенням. Це колишні входи у замок, колись вони закривались підіймальним мостом. Другий ярус вежі має напівциліндричні, а третій та четвертий мали хрещаті склепіння. Лише вони порушують загалом симетричну структуру головного фасаду вежі. У середній частині фасаду виступають квадратні зубці, розташовані над проміжним карнизом. Верхній карниз має аркатурний мотив і оперізує вежу по периметру. Під ним знаходяться два отвори. Аттик має потужні зубці-мерлони ренесансної форми. Задній фасад вежі, який виходить у замковий двір, має простішу структуру. Центральний прохід має готичне завершення. Середні яруси вежі, за винятком верхнього, мають по одному вікну, обрамлені білокам'яними ренесансними лиштвами.
Стирова вежа, як і В'їзна, має форму прямокутного паралелепіпеда, підпирається зовні контрфорсами. Висота 28 м, розмір у плані 10×10 м. Також має два зовнішні відгалуження: східне (коротше) є залишком східного оборонного кільця, південне (довше) — залишок Окольного замку. Має два входи з білокам'яними порталами: нижній довгий час був засипаний, тому користувались входом другого ярусу.. Звідси є сполучення з верхніми ярусами по гвинтових сходах, що проходять в стіні. На стінах можна прогледіти орнаментальний тип кладки цегли. П'ятиярусна вежа завершується аттиком із зубцями. Загалом товщина стін зменшується догори: на нижньому ярусі сягає до 3 м, а на верхньому (аттиковий) — 75 см. З третього ярусу є виходи на бойові майданчики стін. У стінах різних поверхів влаштовані бійниці, деякі з вікон мають готичне обрамлення, інші — ренесансне. Перемички внутрішніх дверей аркові.
Архітектура Владичої вежі ще лаконічніша. Висота становить 14 м., розмір в плані 8,75×8,50 м. Товщина стін на нижньому ярусі — до 3 м, на верхньому — близько 1 м. Вежа не має оздоблення. З третього ярусу є виходи на бойові майданчики стін. Склепіння над другим ярусом циліндричне. Перемички бійниць з арковим завершенням. Вежа вкрита ґонтовим шатровим дахом, над яким височіє на ніжці металева фігура «Кликун».

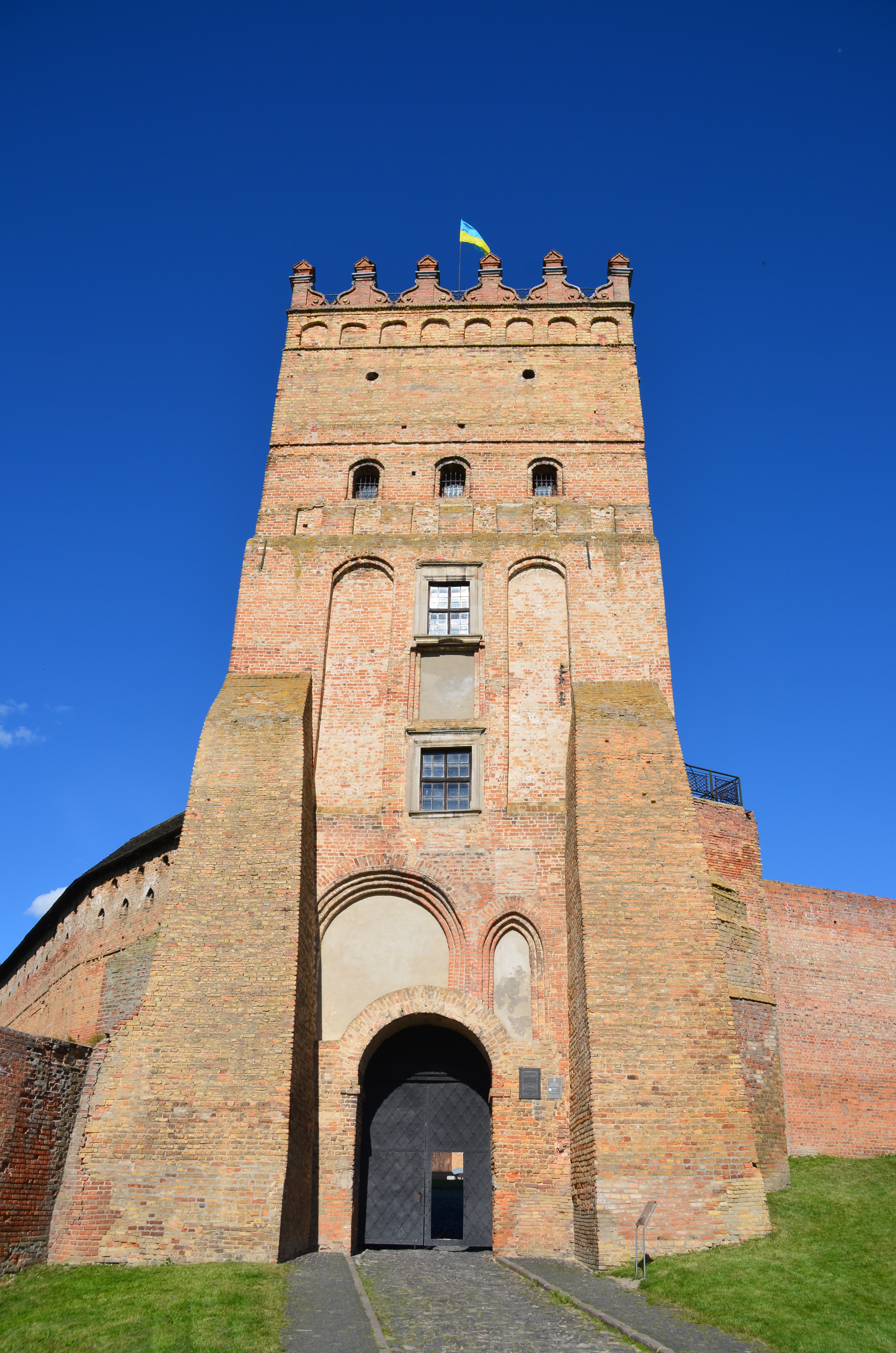
В'їзна вежа
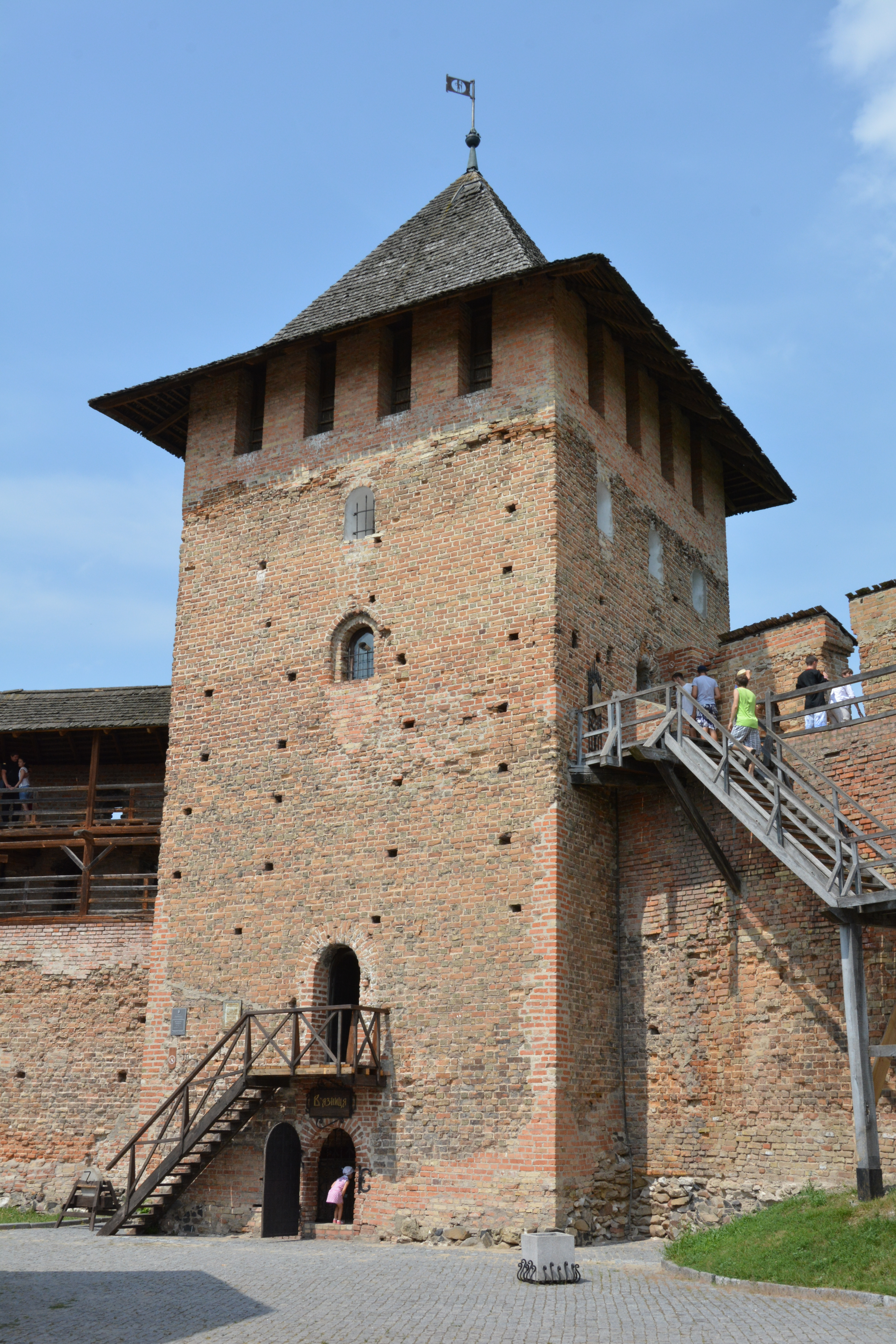
Владича вежа
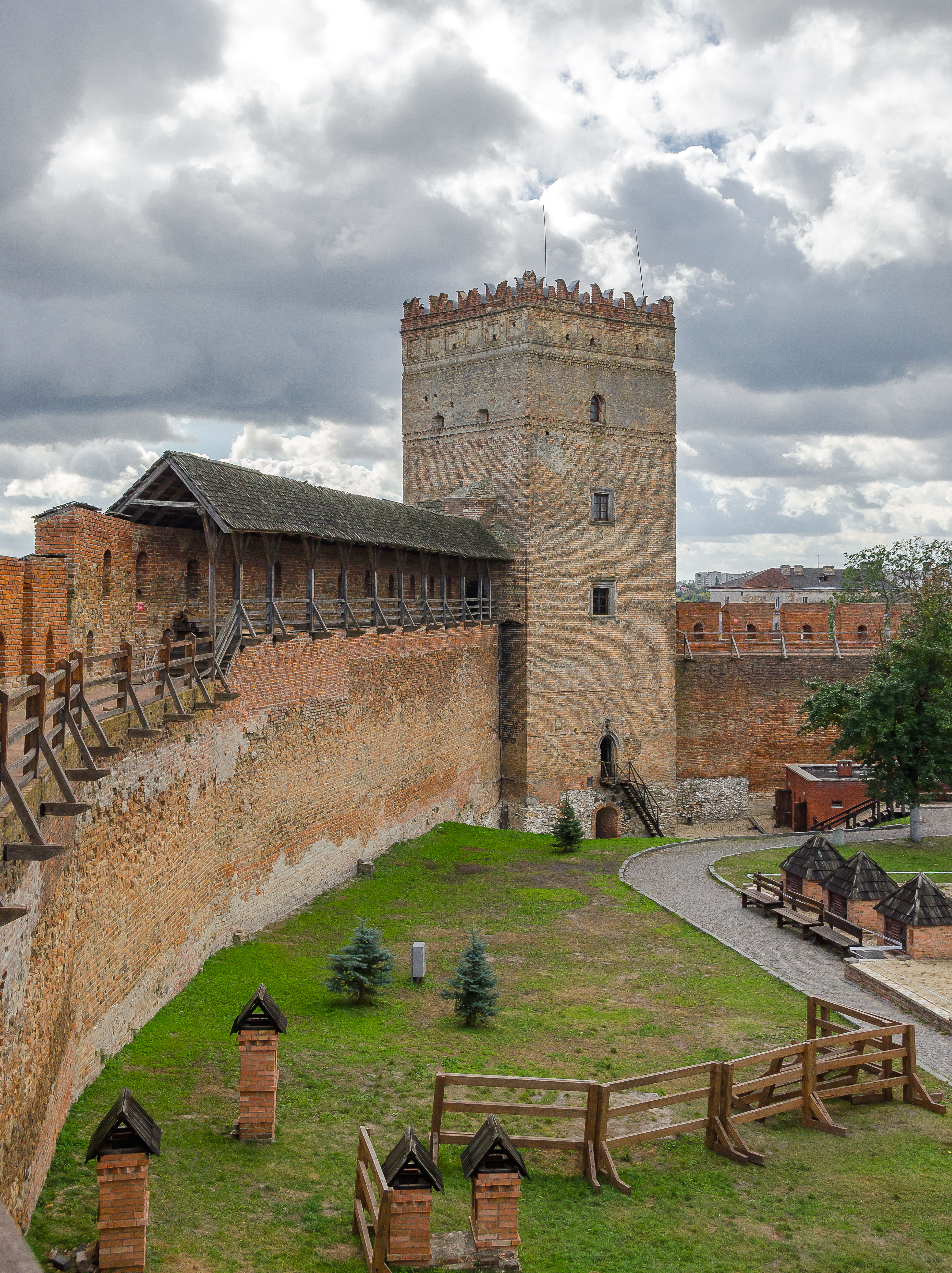
Стирова вежа
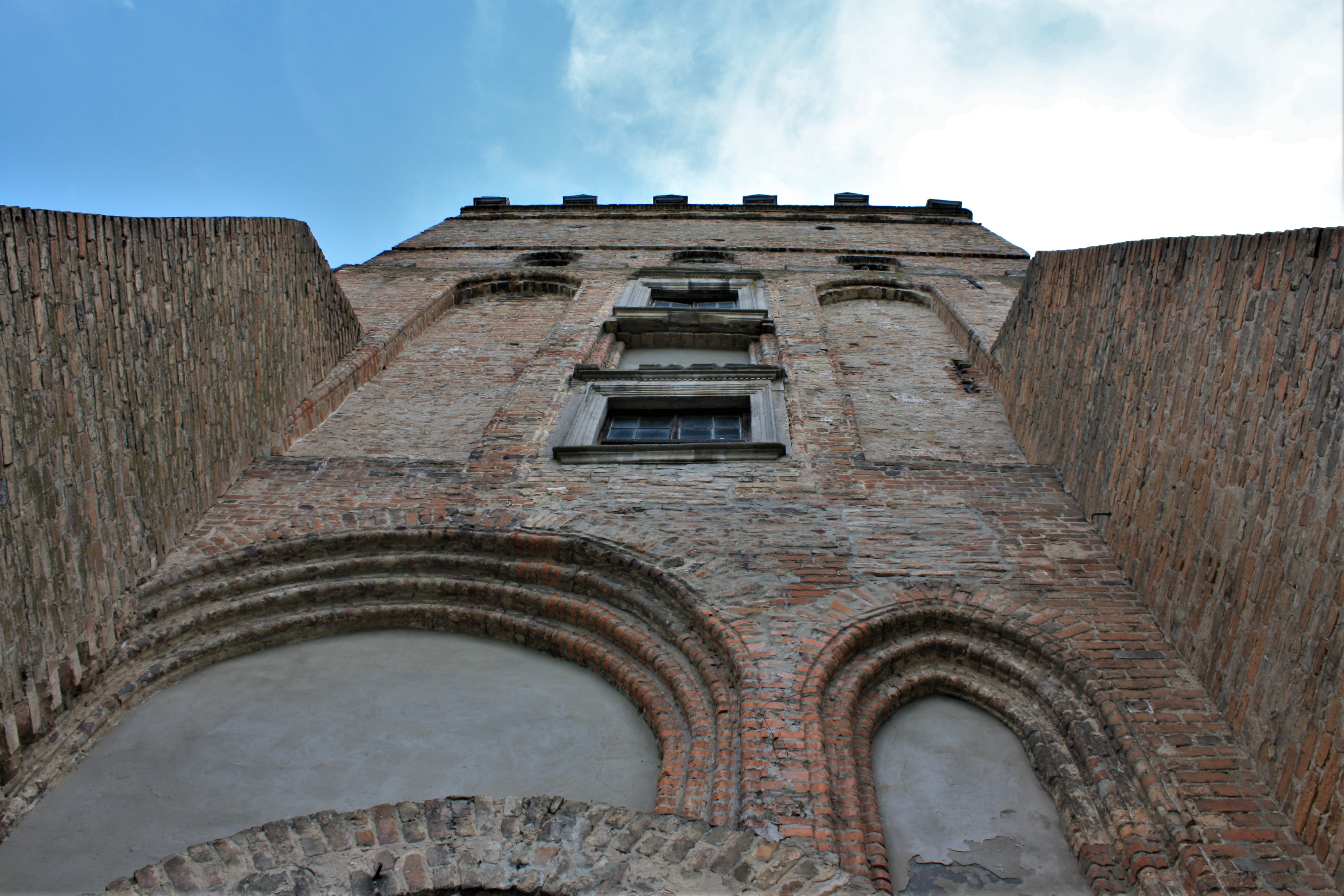
Арки над в'їзною  брамою
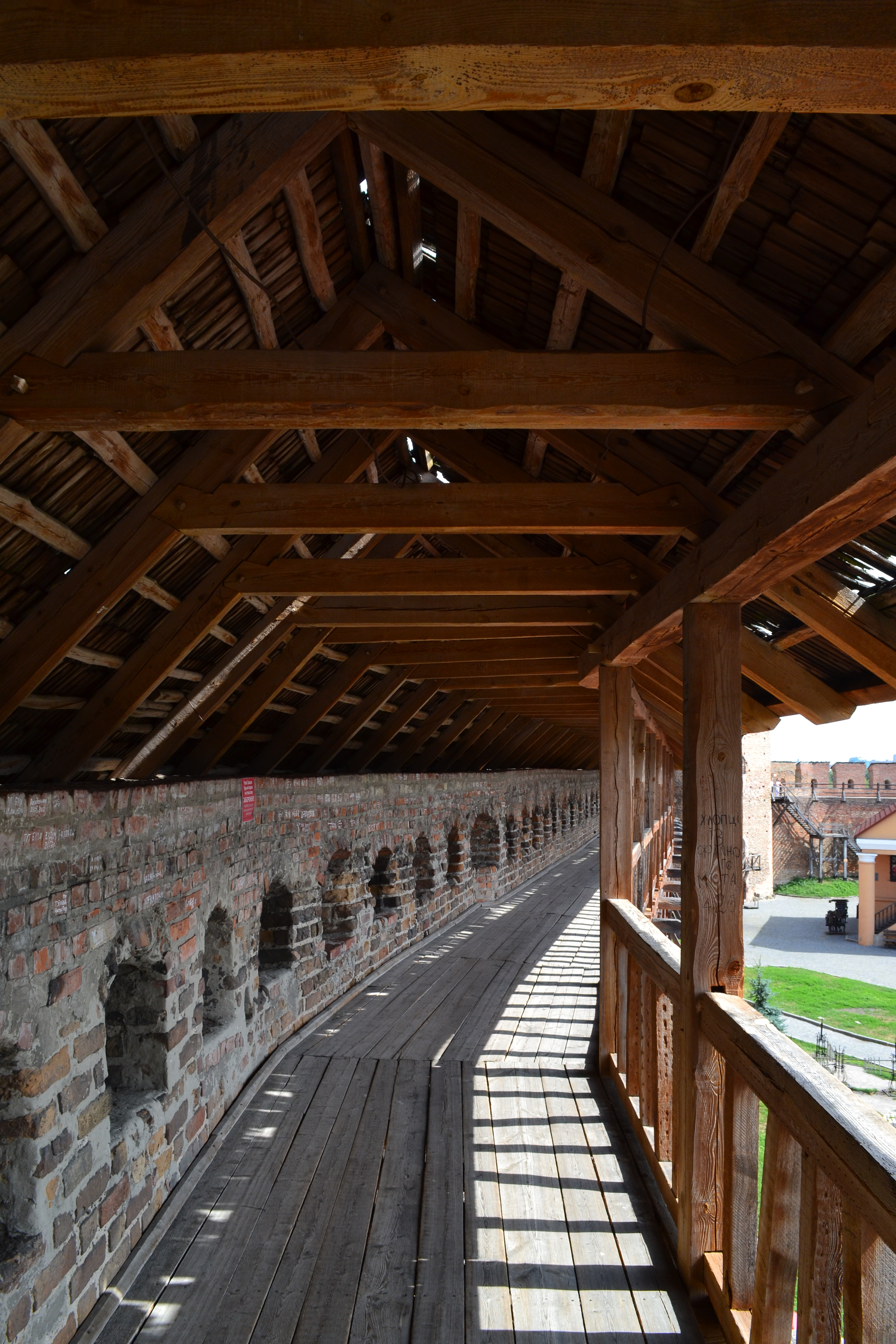
Перехід між В'їзною та Владичою вежами
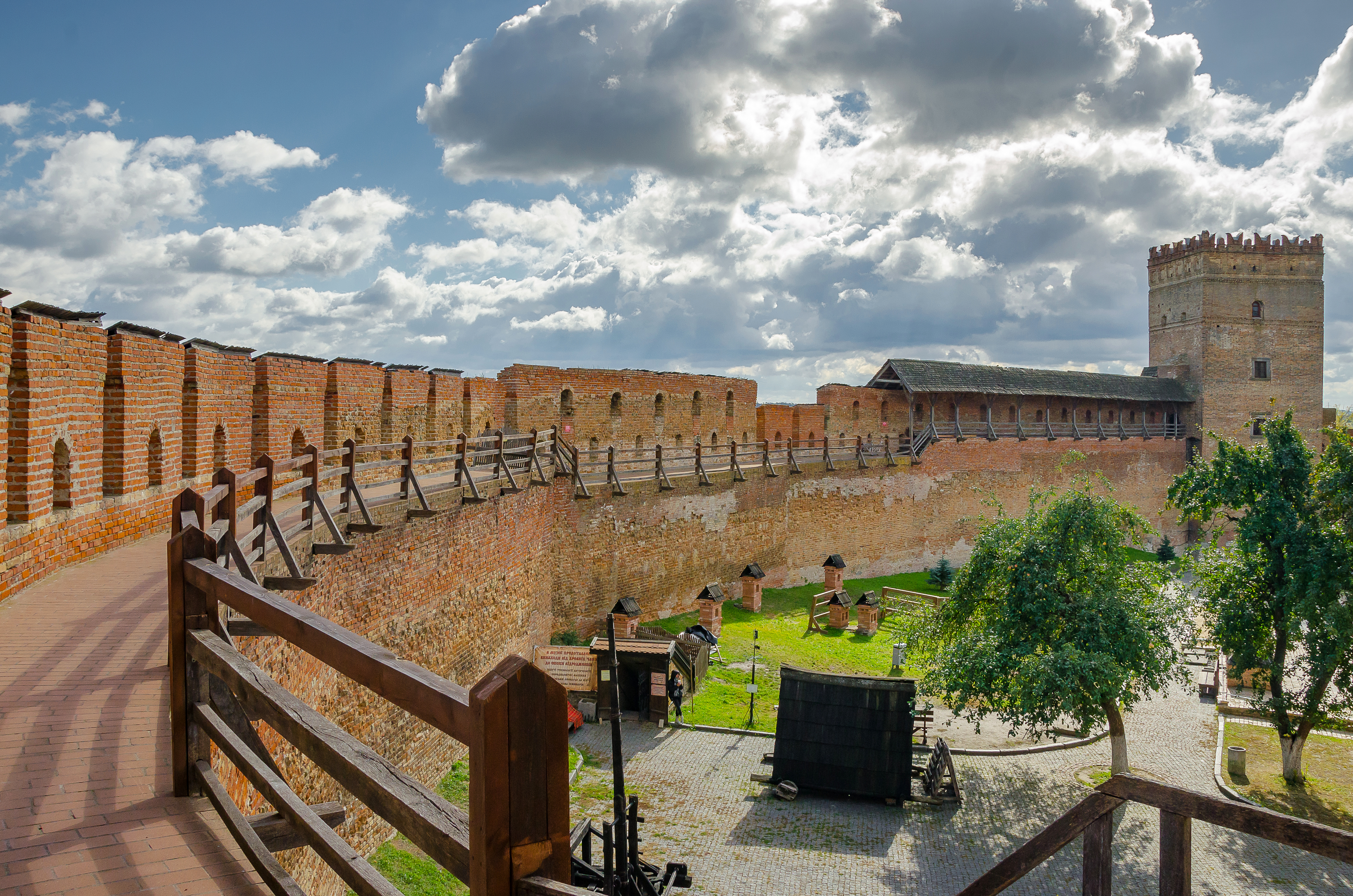
Перехід між Владичою та Стировою вежами

### Окольний замок
Хоча Окольний замок вже давно припинив своє існування, але згідно з дослідженням, 55 % його, включаючи вежі, мури та призамкові споруди XVIII ст., існує і тепер як частини луцьких будинків. Схема шляху вулиць у колишньому Окольнику також збереглася. Ті будівлі, двори, які містилися всередині, давно зникли з терену замку за виключенням кількох споруд.
У 2006 р. велися роботи із відновлення частини мурів Окольника, які йшли від В'їзної вежі Верхнього замку до будинку XVI ст., який досі зберігся (див.схему).
Башта князів Чорторийських Окольного замку являє собою прямокутний паралелепіпед, накритий ґонтовим гостроверхим дахом. Між вежею і південним кутом єзуїтського колегіуму стіна замку має бійниці. Із вежі є вихід на бойову галерею цієї ділянки Окольника. Так само є вихід у протилежну сторону — на стіну замку, яка далі тягнеться на південь. Зараз цей вихід частково замурований і залишений у вигляді вікна. Особливістю збережених частин Окольного замку є фундаментні арки та орнаментна кладка окремих ділянок стін, де використовувалася цегла різних кольорів.
Відновлення стін вежі Чорторийських відбувалося у 2019—2020 роках у рамках проєкту «Нове життя Старого міста», який передбачав ремонт підвалів, фасаду монастиря єзуїтів, башти Чорторийських з оборонним муром, а також добрий лад прилеглих територій. При відновних роботах у травні 2020 було знайдено підвали вежі. Про підземні приміщення не було раніше відомо й описи цих кімнат в історичній літературі відсутні. Навесні 2021 року підземелля вежі Чорторийських та колегіуму єзуїтів реставровано та об'єднано, а в 2023 відкрито для відвідувачів.
Розташовану неподалік частину муру з орнаментною кладкою також було реставровано, навколишню територію розчищено від чагарників, а поруч облаштовано оглядовий майданчик. Прилегла стіна колегіуму єзуїтів також реставрована.

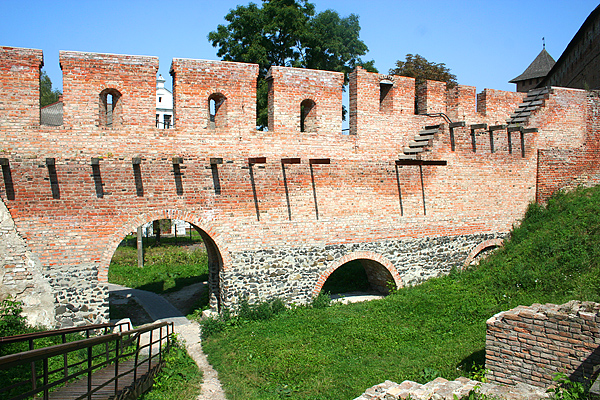
Відновлена ділянка стіни Окольного замку, 2010 р.
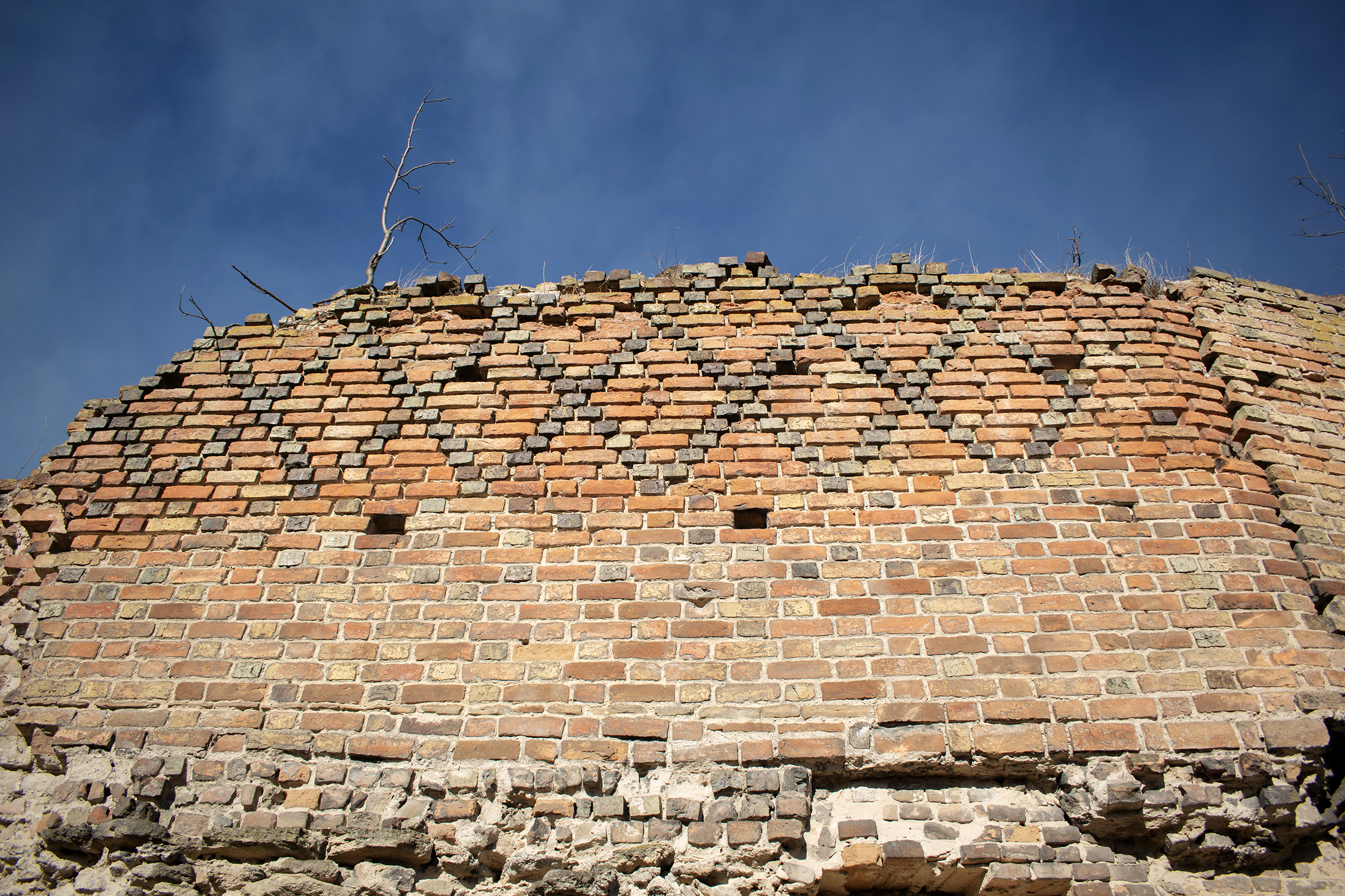
Орнаментна кладка стін Окольника до реставрації, 2020 р.
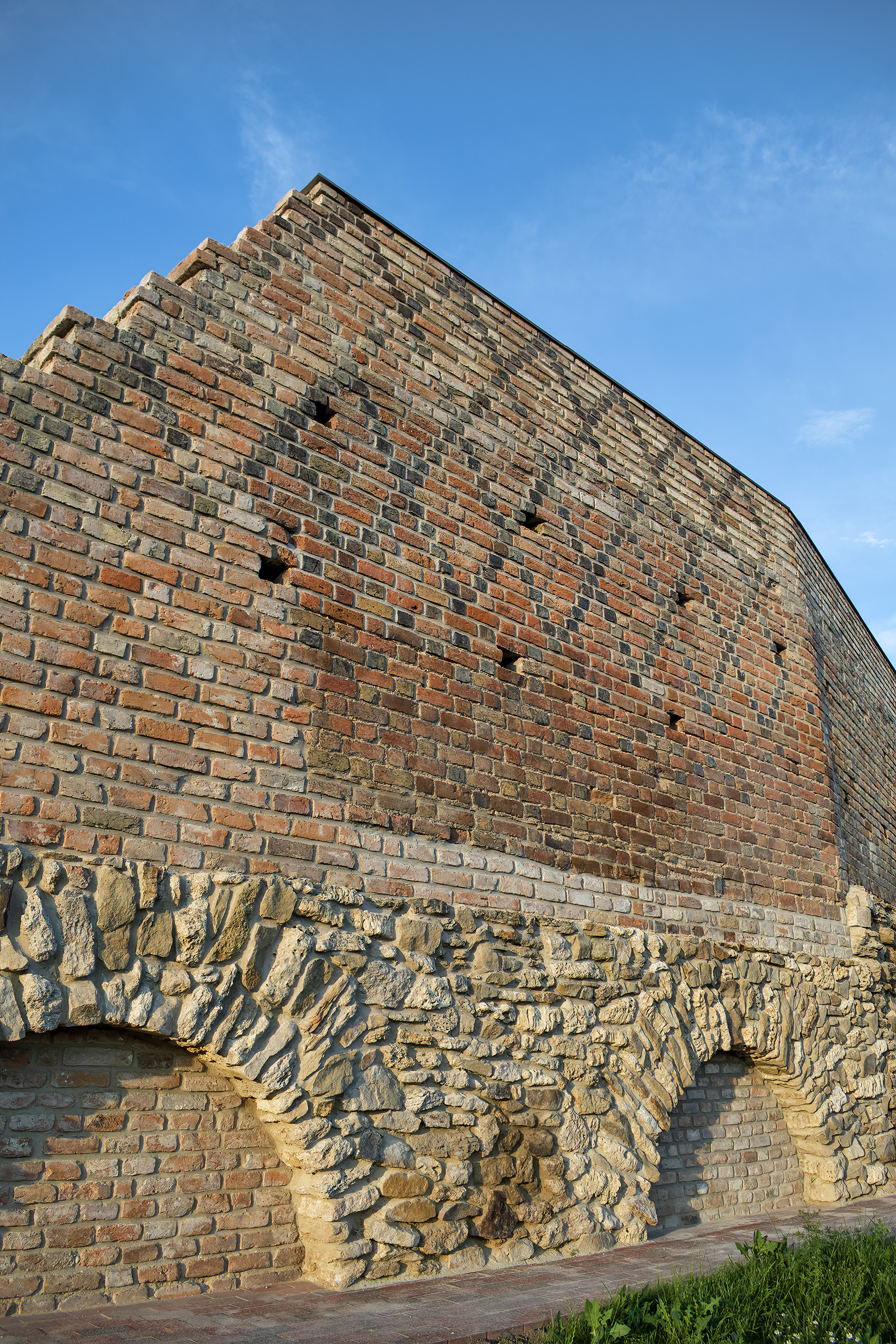
Реставрований фрагмент муру Окольника, 2021 р.
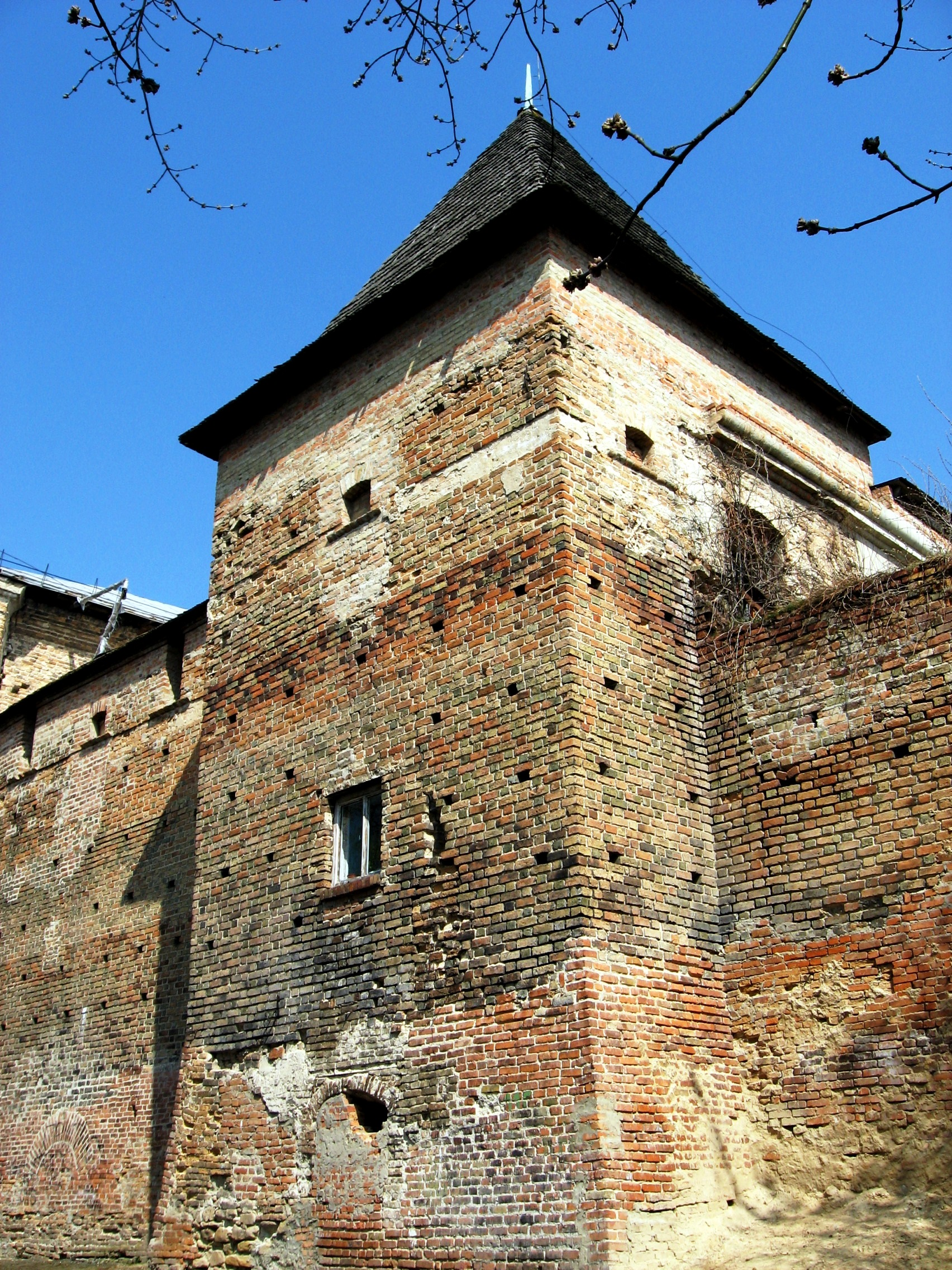
Вежа Чорторийських до реставрації, 2009 р.
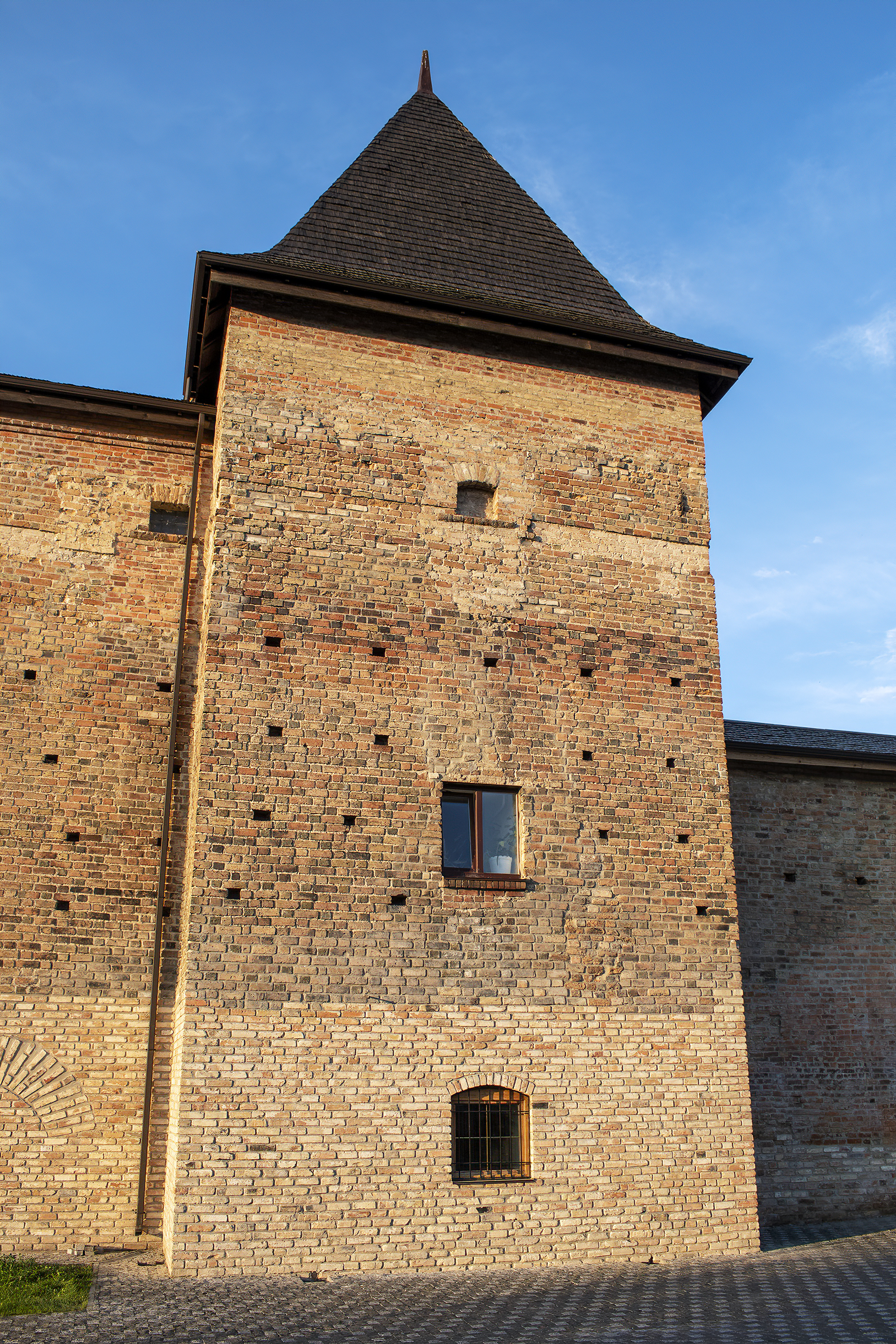
Реставрована вежа Чорторийських, 2021 р.
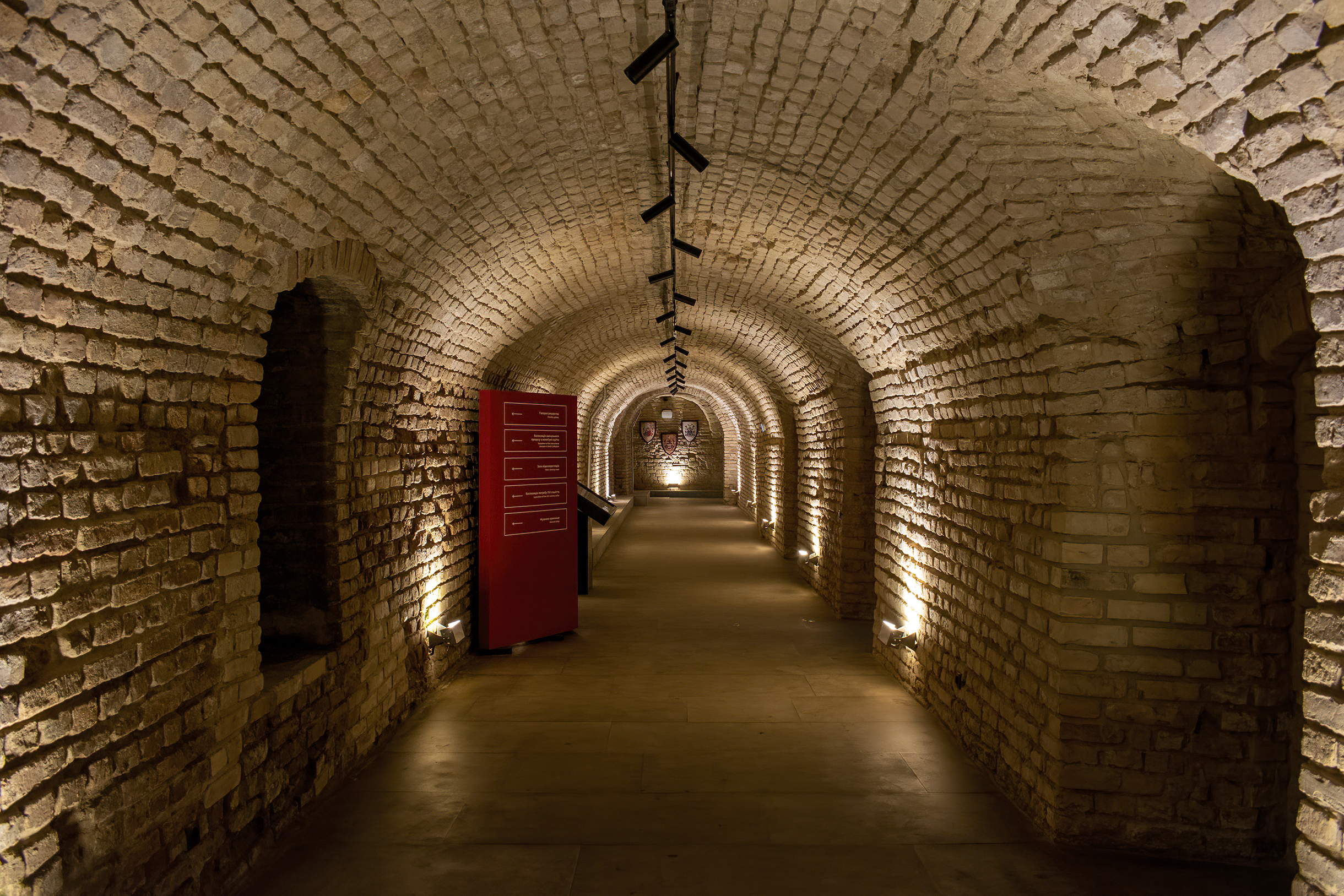
Підземелля Окольного замку біля вежі Чорторийських

### Написи на стінах замку
Протягом історії замку люди не втримувалися, щоб не залишити якийсь напис на зовнішній стіні Верхнього замку. Фактично, усі стіни між вежами укриті написами; зазвичай це імена людей та дати. Найстаріший знайдений напис датується 1444 р. (або 1602, 1616). Він зроблений на тій ділянці стіни, яка на той момент уже була збудована. Написам притаманна розмаїтість шрифтів, способів видряпування, каліграфії, ономастики, датувань. Привертають увагу написи відомих людей. Так, напис «A.N. KORZENIOWSKI R.P. 1799» належить тому Коженьовському, який протягом довгого часу працював над архівами замку, складеними за останні 300 років до його роботи. Під Владичою вежею у стіні міститься цеглинка, на якій колись написала сестра Лесі Українки Ольга: «1891 Ольга КОСАЧ».

## Сучасне використання

### Виставки

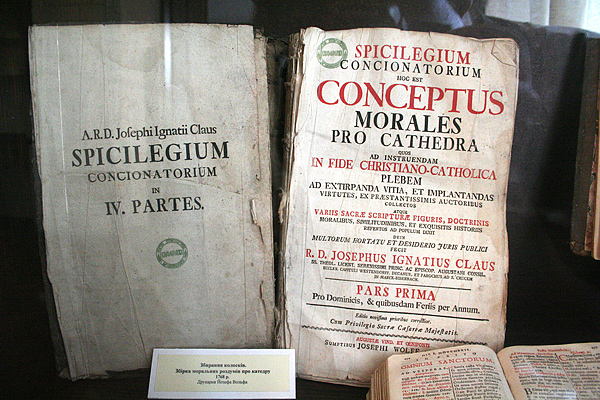
У музеї книги

На другому поверсі Воротньої вежі розташована виставка «Плитниця», де експонуються старовинні будівельні матеріали, знайдені під час археологічних досліджень. Тут цегла, плитка, кахлі, черепиця. Тут також розміщена експозиція «Замкова сторожа». На самій вершині вежі є оглядовий майданчик, з якого відкривається вигляд на старе місто та його пам'ятки. У Стировій вежі розмістився клуб історичної реконструкції, виставки для відвідувачів не проводяться.

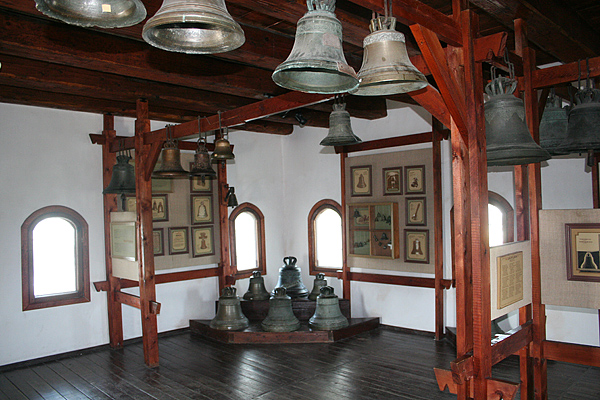
Виставка дзвонів

У Владичій вежі на нижньому ярусі розташовується виставка «В'язниця». Трохи вище — «Замкова зброя», де подається до огляду замковий арсенал XV—XVII ст. Єдиний в Україні музей дзвонів розмістився на двох верхніх ярусах вежі. Тут зібрана чимала колекція дзвонів з Волині та інших частин України, з Польщі, Австрії, Румунії, Росії. Найстаріший датується 1647 роком. Також є дзвони на дерев'яній дзвіниці, яка розташувалася на території замку. У підземеллі замку законсервовані залишки православної, а потім і греко-католицької кафедри Івана Богослова — пам'ятки архітектури. У розкопах церкви зберігаються могили давніх князів, єпископів, багатих лучан. Також збереглася князівська гробниця зі скелетом з наконечником татарської стріли у черепі. За припущеннями це поховання Ізяслава Інгваровича. Музей книги, який розмістився у колишній повітовій скарбниці будування початку XIX ст., має в колекції не тільки старі книги, а й реконструйовані старовинні друкарські верстати, один із них XV ст., та інше. Експонуються книги XVII — XX ст. Одразу при вході до замку праворуч відкриті фундаменти князівського палацу. Тут встановлено меморіальні дошки, одна з них зокрема повідомляє про з'їзд європейських монархів тут у 1429 р. Далі за фундаментами розташована колишня канцелярія. Тепер це є Луцьким художнім музеєм. До колекції картин входять роботи художників Іспанії, Італії, Росії, Польщі, Англії, Франції, Австрії, України, Німеччини, які охоплюють XVI — XX ст., і налічує понад 300 робіт. Крім того, музей зібрав кілька сотень полотен сучасних українських художників.

### Фестивалі
У замку проходять дуже багато різноманітних фестивалів, як історичного, етнографічного, так і музичного характерів. Це такі, як фестиваль дзвонарного мистецтва («Благовіст Волині»), флористичного мистецтва, «Меч Луцького замку», частково Up—fest, мистецьке шоу «Ніч у Луцькому замку», джазовий фест Art Jazz Cooperation, частково «Поліське літо з фольклором» , «Середньовічний Лучеськ. Доблесть віків», Фестиваль середньовічного духу «Князівський бенкет» та інші події.

## В символіці
Здавна образ замку використовувався як символ Луцька. Образ мурів присутній на численних печатках, гербах, грошах, значках, поштових листівках.

Гроші 1919
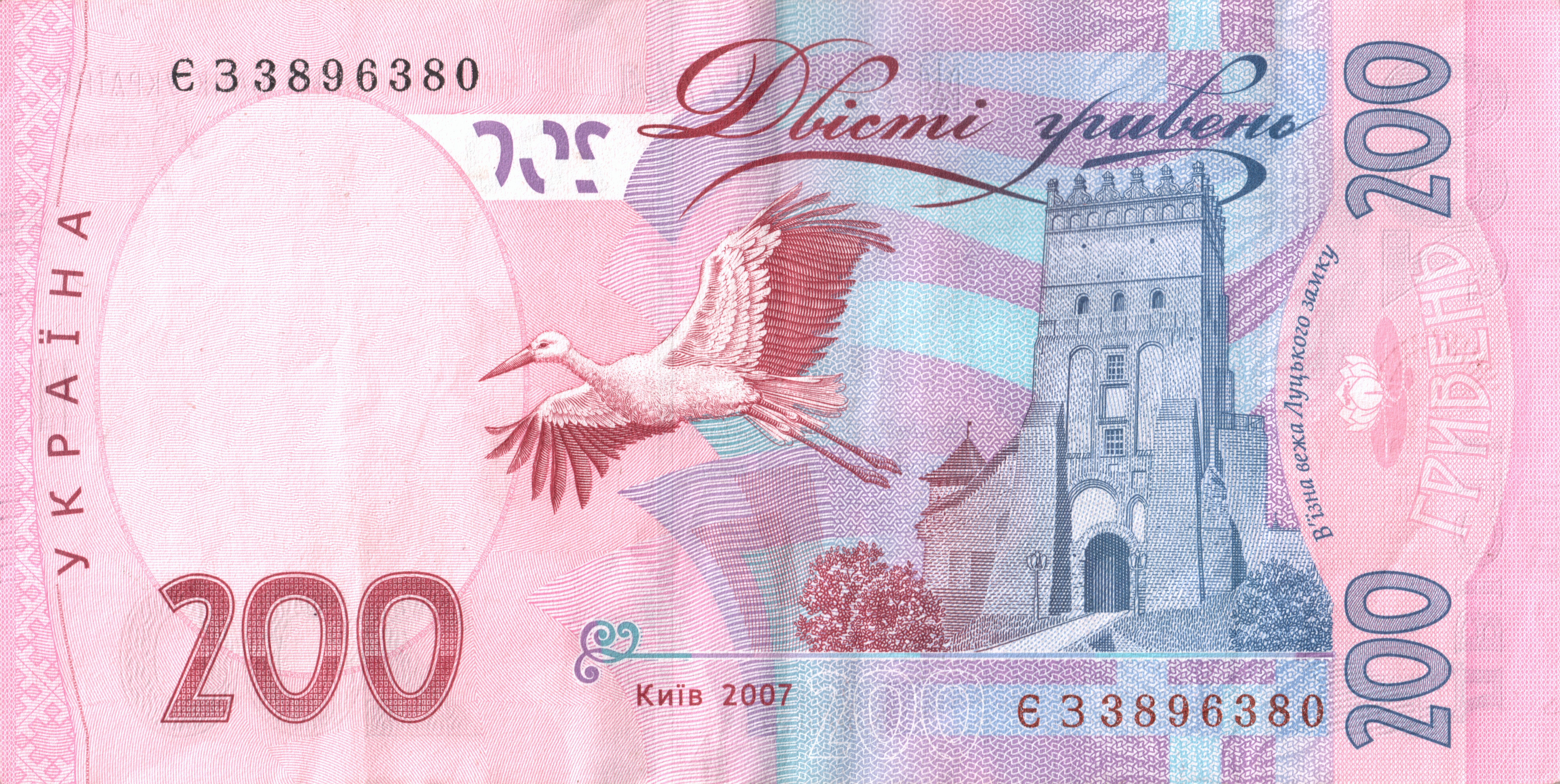
200 гривень 2007 р.
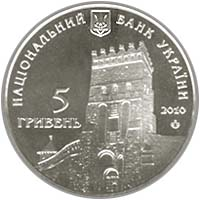
Аверс ювілейної монети НБУ 2010 року
Поштова листівка
Герб 1911
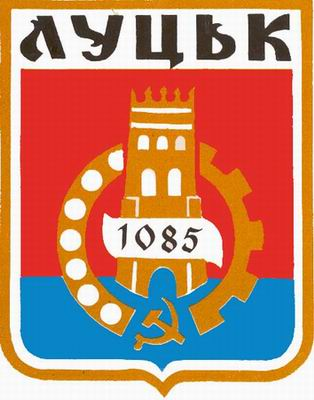
Герб 1985
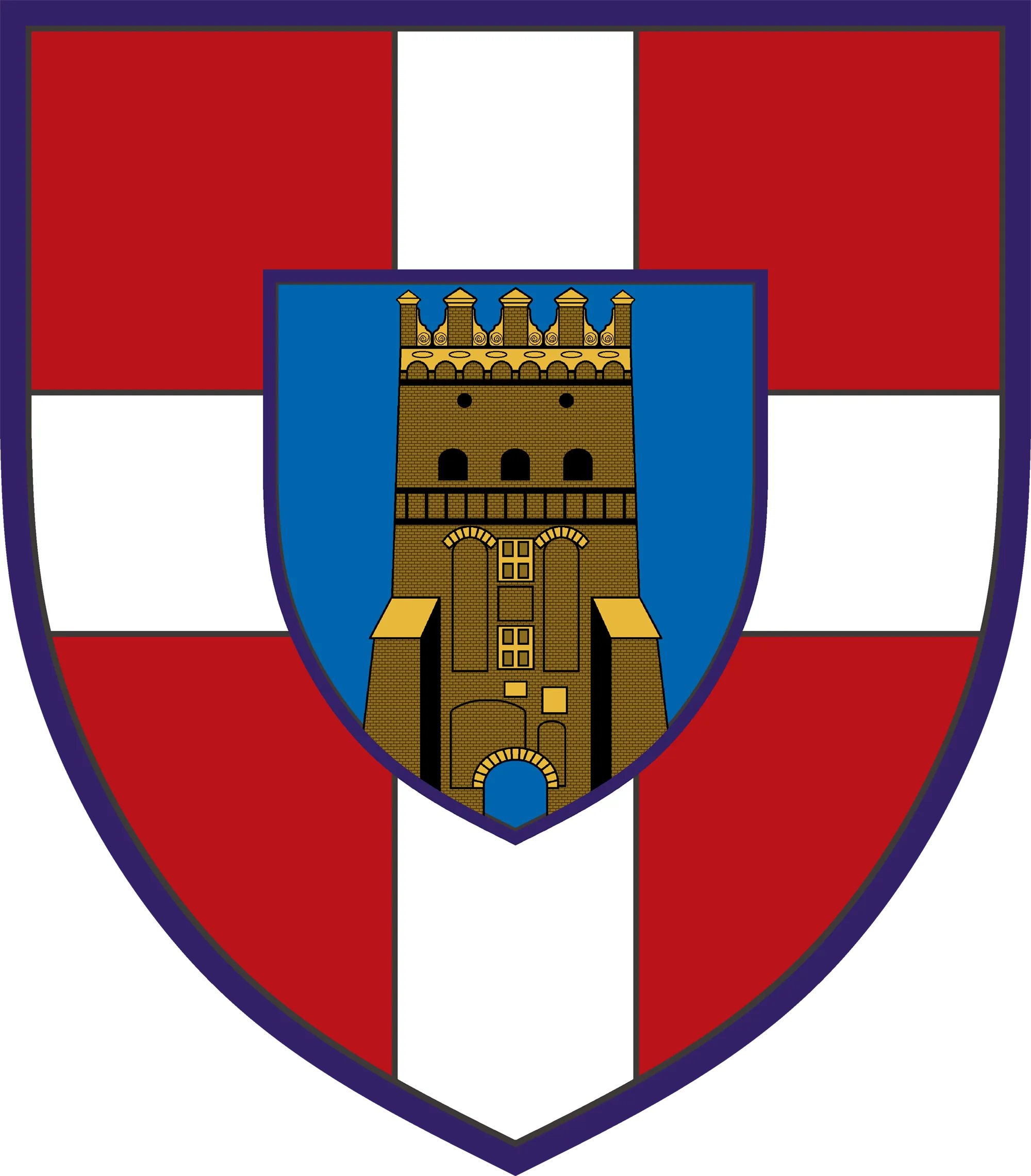
Нарукавний знак 100 ОМБр

## У мистецтві
Замок завжди приваблював багатьох художників зображати його вежі на своїх роботах. Окрім ілюстрацій у літописах, найранішим зображенням замку вважається ікона св. Ігнатія середини XVIII ст. На ній зображено вигляд обох замків та церковних шпилів із гірок на околицях тодішнього міста. Ще одним зображенням цього століття є акварель Казимира Войняковського. У XIX ст. було вже дуже багато авторів, увагу яких привертали руїни замку. Це Міхал Кулеша, Наполеон Орда, Ян Конопацький, П. Струков, Юзеф Крашевський, Корнілович, Г. Потоцька, Леман та багато інших, серед яких і гравюри невідомих авторів.
Серію художніх зображень і реконструкцій Луцького замку виконав у 1990-і роки луцький художник Олександр Дишко.
Весною 1879 року Леся Українка з братом Михайлом вперше побачили замок Любарта у Луцьку. Високий мур вразив їх своєю величністю та красою.
|                                         | А тут іще недалеко замок у Луцьку, куди вони виїздять часто, бо там батько головою з'їзду мирових посередників. Часто мама теж читає їм Гоголя, його «Вечори на хуторі», його «Тараса Бульбу», й усе-то те отворює образ замку з дорогими склепіннями, з заґратованими вікнами, зраненим лицарем… |
| — А. Музичка, Дитячі роки Лесі Українки | |

|                                                                     | 1879 Косачі переїхали з м. Звягелю до м. Луцька [Див. мої «Спомини й уваги до 1878 року». ОКК] і оселилися в костельному домі поруч з католицькою катедрою, близько руїн стародавнього замку…..Луцький замок згадує Леся у вірші «Віче», написаному 10 серпня 1901, і в листі до Галини Комарової, написаному 10 березня 1909 з Телаву на Кавказі: «В самому Телаві багато руїн старосвітських (це колись була столиця царів Кахетії), посеред міста ціле замчище з вежами, з зубчастими мурами, воно мені нагадує Луцький замок і моє „отрочество“»… |
| — Ольга Косач-Кривинюк. Леся Українка: хронологія життя і творчости | |

|                                   | …В дворі старого замчища-руїни зібрались ми на віче, все поважні… …Зубчата тінь від замкового муру все довшала, а далі й двір покрила. В бойниці небо стало темно-синім… |
| — Леся Українка. Віче. 10.08.1901 | |

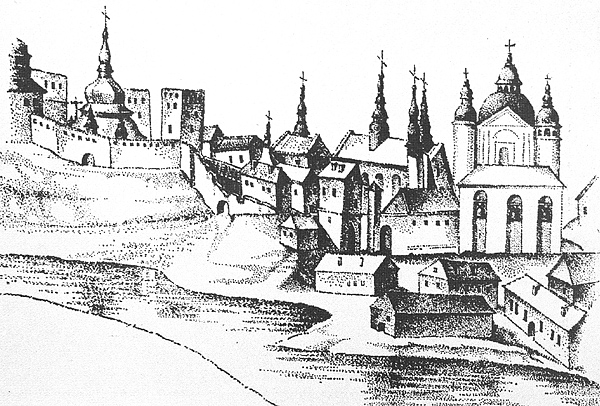
Ікона св.Ігнатія, фрагмент
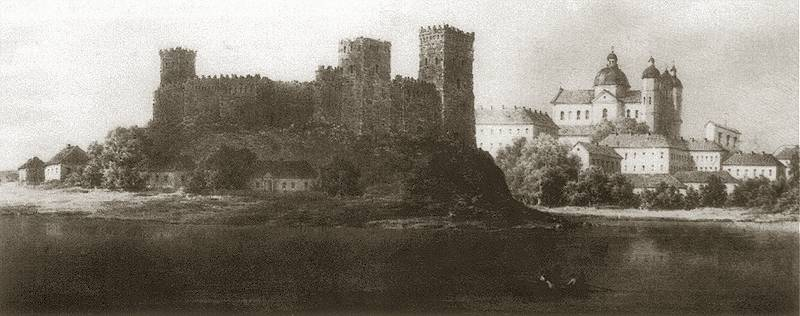
Наполеон Орда
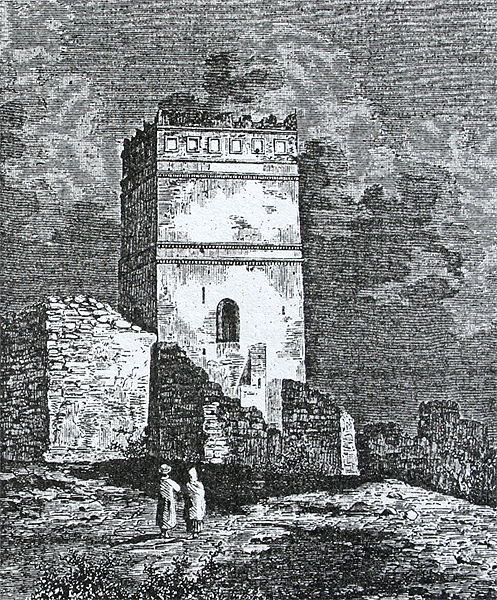
Невідомий автор, 1865
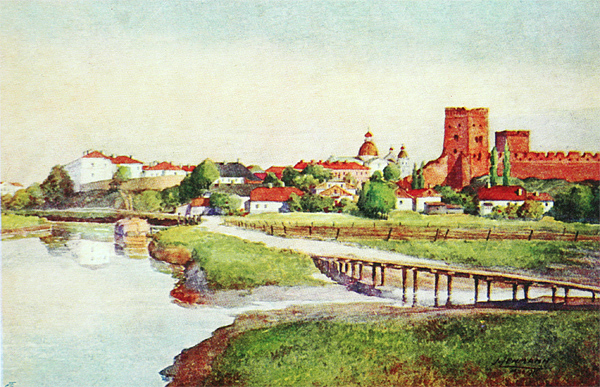
Я. Леман, 1915
Луцький замок у XVI ст. на ілюстрації Олександра Дишка
Луцький замок XVIII ст. на ілюстрації Олександра Дишка

## Світлини

1900—2008
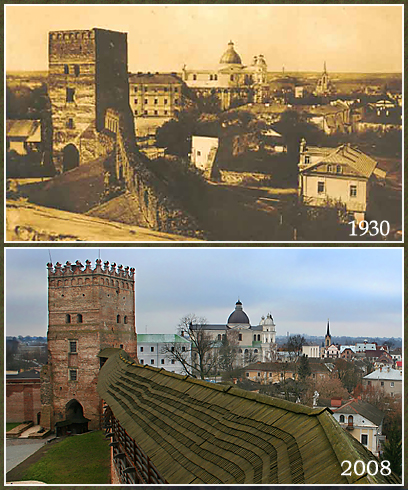
1930—2008
1910—2010
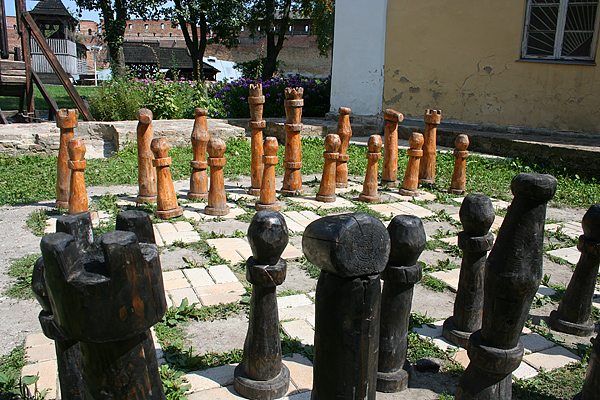
Замкові шахи
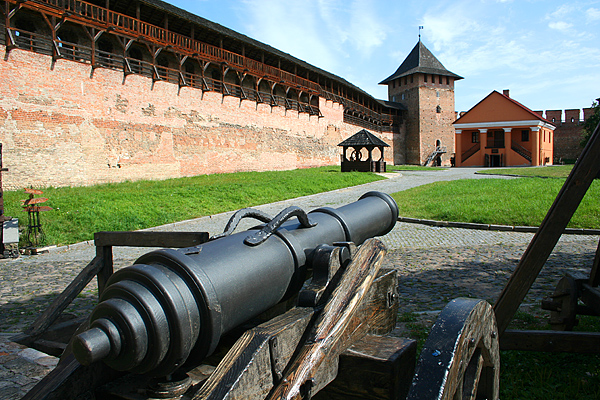
Замкова зброя
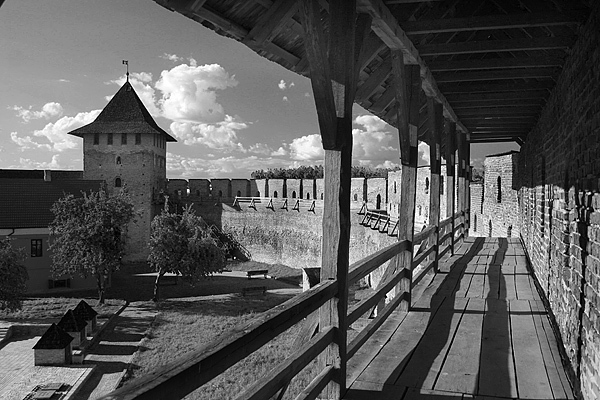
Владича вежа
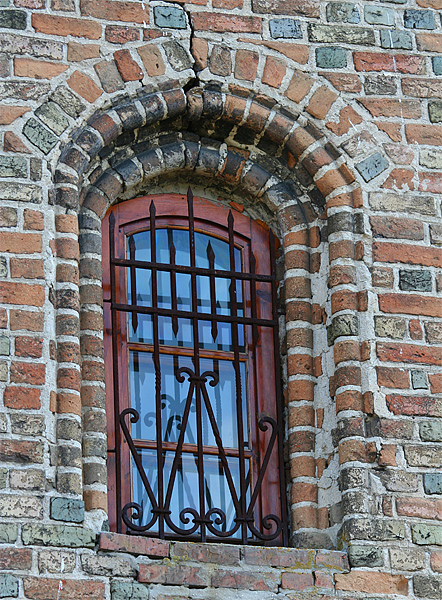
Вікно
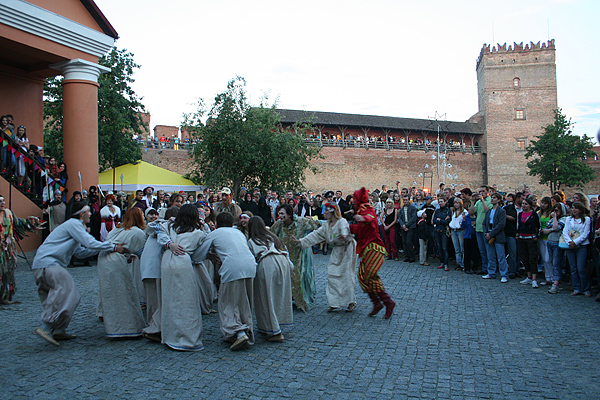
Театральне дійство
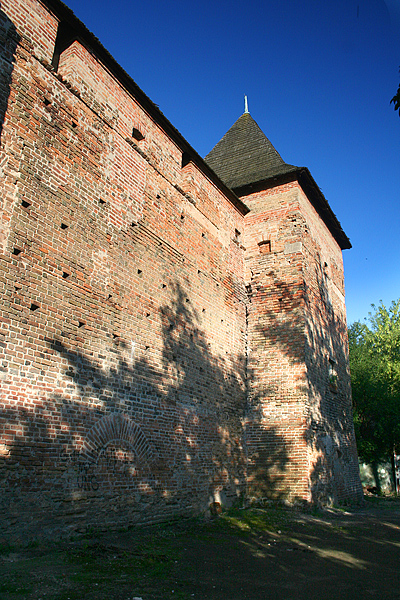
Вежа Чорторийських Окольного замку
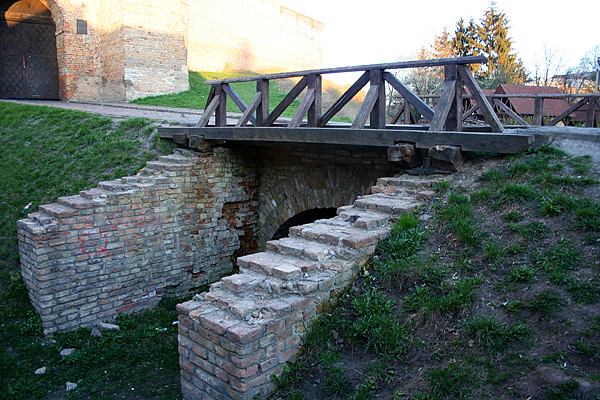
Міст перед замком
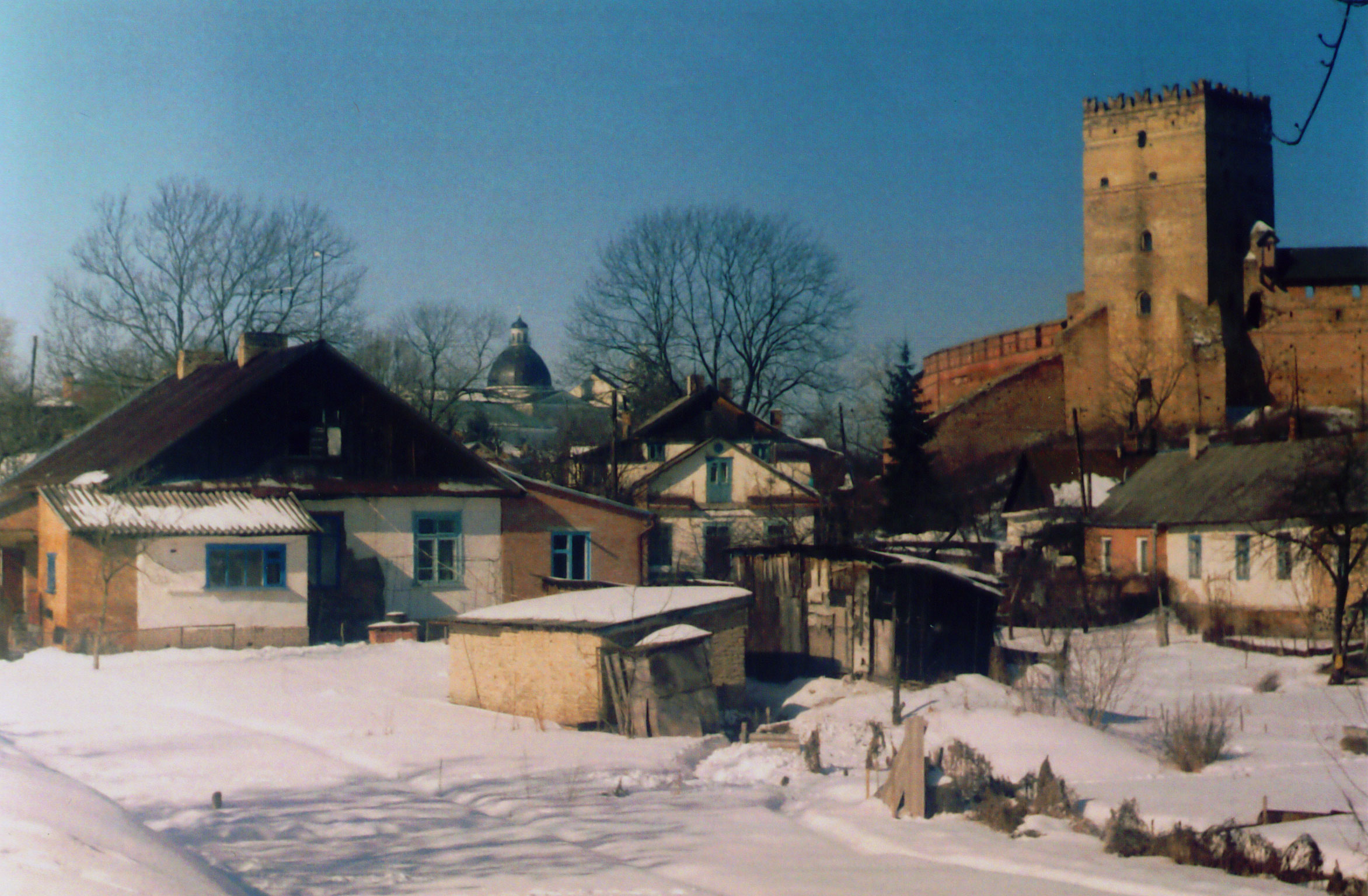
Старе місто та Луцький замок
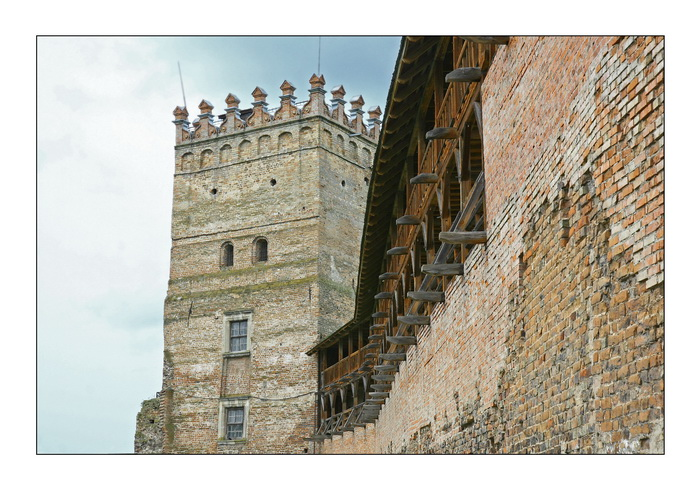
Замкова вежа
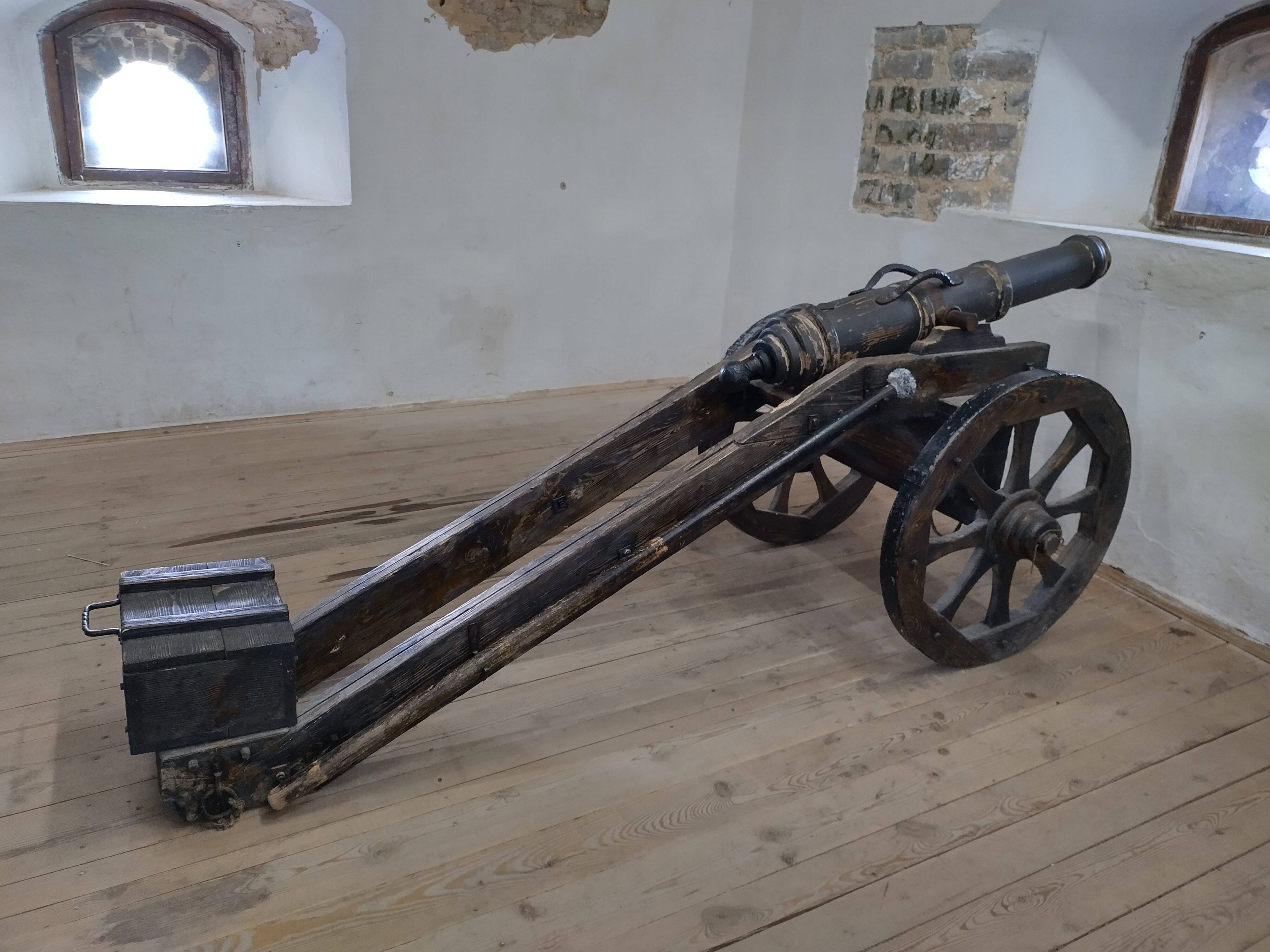
Гармата
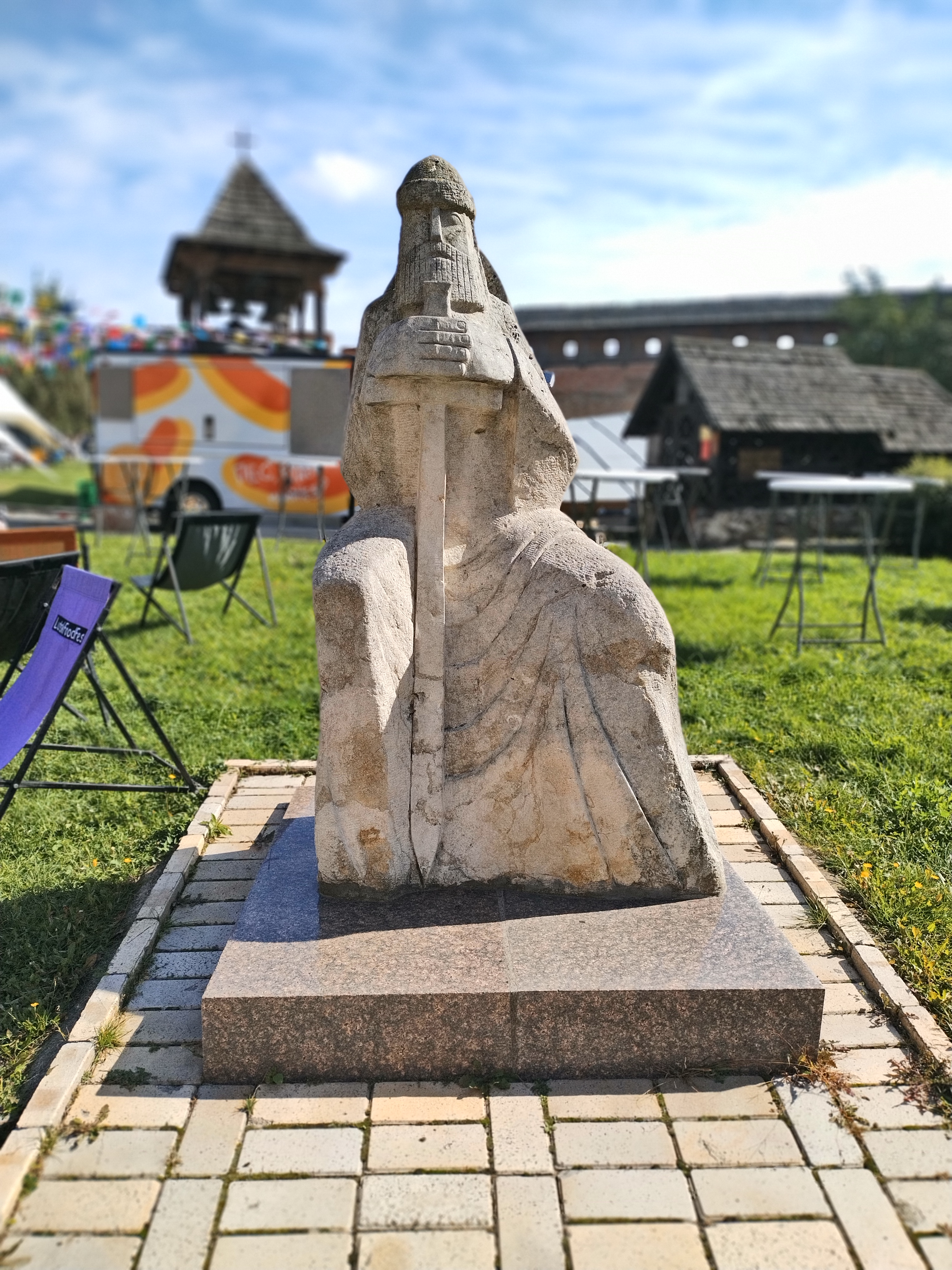
Скульптура волинському князю